# Liste von Festungen
Dieser Artikel gibt eine Auflistung bekannter Festungen (alphabetisch nach Kontinent, Land und Name).

## Amerika

### Nordamerika

#### Kanada
Provinz British Columbia:
- Fort Rodd Hill, Festung zum Schutz des Marinehafens von Esquimalt auf Vancouver Island

Provinz Nova Scotia:
- Kap-Breton-Insel, ehemalige historische Stadt Louisburg, Festung Louisbourg, in Teilen wiederhergestellte Festungsstadt

Provinz Ontario:
- Fort Erie (Stadt), Ruine des Forts von Erie erhalten
- Kingston (Ontario), ehem. Festungsstadt, erhalten sind Fort Henry, Fort Frederick, Murney Tower, Shoal Tower und Cathcart Tower
- Kingston (Ontario), Mündung des Cataraqui River in den Ontariosee, ehem. franz. Fort Frontenac an der Mündung des Cataraqui River in den Ontariosee, Ruinen altes Fort sowie erhaltenes Neues Fort
- Niagara-on-the-Lake, Fort George am Niagara River

Provinz Québec:
- Chambly, Fort Chambly
- Montréal, Insel Île de Montréal, ehem. franz. Fort Ville-Marie (geschleift) auf der Insel Île de Montréal
- Québec, ehem. französische Zitadelle von Québec in der Stadt Québec
- Québec, Cap Diamant, Québec, ehem. franz. Fort Château Saint-Louis (auch: „Saint-Louis Forts“), Grundmauern erhalten, am Rande des Felshangs von Cap Diamant in der Stadt Québec
- Québec, OT Cap-Rouge, ehem. franz. Fort Charlesbourg-Royal (verloren gegangen) im heutigen Ortsteil Cap-Rouge in der Stadt Québec
- Témiscouata-sur-le-Lac, Stadtteil Cabano, Fort Ingall in Cabano

Provinz Saskatchewan
- Qu’Appelle River, ehem. franz. Fort Espérance (nur Bodendenkmal) am Südufer des Qu’Appelle River im äußersten Südosten der kanadischen Provinz Saskatchewan

Regionen New Brunswick oder Nova Scotia (genaue Lage unklar)
- Isthmus von Chignecto, ehem. franz. Fort Beauséjour am Isthmus von Chignecto, Reste vorhanden

#### Mexiko
- Veracruz, Inselfort San Juan de Ulúa am Hafen von Veracruz

#### Vereinigte Staaten | USA
Alabama:
- Mobile, Fort Morgan auf einer Landzunge an der Einfahrt zur Mobile Bay

California:
- San Francisco, Bucht von San Francisco, Insel Alcatraz, ehem. Inselfestung Alcatraz auf Insel Alcatraz in der Bucht von San Francisco
- San Francisco, Fort Point (ehem. „Fort San Joaquim“) in San Francisco an der Golden Gate Bridge

Florida:
- Insel Garden Key, Fort Jefferson auf Insel Garden Key, am Südende der Florida Keys
- Jacksonville, ehem. franz. Fort Caroline in Jacksonville
- Key West, Insel, Fort Zachary Taylor vor Insel Key West
- Pensacola, Fort Barrancas innerhalb der Airbase Naval Air Station Pensacola bei Pensacola
- St. Augustine, Castillo de San Marcos in St. Augustine, auch: „Fort St. Mark“ oder „Fort Marion“
- St. Augustine, Fort Matanzas in St. Augustine
- Pensacola, Fort McRee in Pensacola
- Pensacola, Insel Santa Rosa Island, Fort Pickens auf Insel Santa Rosa Island bei Pensacola

Georgia:
- Brunswick, St. Simons Island, Fort Frederica auf der Insel St. Simons Island im Marschland des Mündungsdeltas des Altamaha River nahe Stadt Brunswick
- Cockspur Island, Insel, Fort Pulaski auf der Insel Cockspur Island im Mündungsgebiet des Savannah River
- Savannah, Fort James Jackson bei Savannah am Savannah River

Hawaii: siehe Asien, Australien/Ozeanien
Illinois:
- Chicago, ehem. Fort Dearborn (komplett abgetragen) in Chicago am Chicago River

Kalifornien:
- San Francisco, Fort Mason in San Francisco

Louisiana:
- Mündungsdelta des Mississippi River in den Golf von Mexiko, Süd-Louisiana:
  - Fort Jackson (Louisiana) (ab 1822 gebaut), pentagonale Sternfestung, gut erhalten, und
  - Fort Saint-Philipp (18. Jh., ehem. spanisch), durch Hochwasser und Stürme vom Verfall bedroht. Beide Festungen im Sumpfgebiet angelegt zum Schutz des 150 km flussaufwärts gelegenen New Orleans und der Einfahrt in den Mississippi River.

Maine:
- Bath, Fort Baldwin auf dem Sabino Hill bei Bath
- Bath, Phippsburg-Halbinsel, Fort Popham auf der Spitze der Phippsburg-Halbinsel bei Bath
- Castine, ehem. franz. Fort Pentagouet bei Castine
- verschiedene Orte, Befestigungsanlagen zum Schutz des Hafens und der Marinewerft von Portsmouth:
  - Kittery, Odiorne Point State Park, Fort Dearborn zwischen „Little Harbor“ und dem „Sunken Forest“ bei Marinewerft Portsmouth Naval Shipyard nahe Kittery an der Mündung des Piscataqua River
  - Mündung des Piscataqua River, Fort Foster an der Mündung des Piscataqua River
  - Kittery, Kittery Point, Fort McClary südöstlich von Kittery bei Kittery Point an der Mündung des Piscataqua River
  - Mündung des Piscataqua River, Fort Sullivan an der Mündung des Piscataqua River

Maryland:
- Baltimore, Fort McHenry in Baltimore

Massachusetts:
- Boston, North Battery Boston
- Boston, Charleston Halbinsel, Breed’s Hill, ehem. Befestigungsanlagen der Charleston Halbinsel auf den Hügeln Bunker Hill und Breed’s Hill, siehe Belagerung von Boston

Michigan:
- Detroit, ehem. franz. Fort Detroit (auch: „Festung Pontchartrain an der Meerenge“) in Detroit, verloren gegangen
- Huronsee, Insel, Mackinac Island, ehem. brit. Fort Mackinac auf Insel Mackinac Island im Huronsee
- Mackinaw City, ehem. franz. Fort Michilimackinac in Mackinaw City, Nachbau des hölzernen Forts von 1715 ist zu besichtigen

Mississippi:
- Gulfport, Insel West Ship Island, Fort Massachusetts (Mississippi) auf Insel West Ship Island nahe Stadt Gulfport
- Vicksburg, ehem. Festungsanlagen der Stadt Vicksburg mit ehem. mehreren Außenforts

New Hampshire:
- verschiedene Orte, Befestigungsanlagen zum Schutz des Hafens und der Marinewerft von Portsmouth (in New Hampshire):
  - Mündung des Piscataqua River, Fort Constitution an Mündung des Piscataqua River
  - Mündung des Piscataqua River, Fort Stark an Mündung des Piscataqua River
  - Mündung des Piscataqua River, Fort Washington an Mündung des Piscataqua River

New Jersey:
- Hancock, Fort Hancock mit Batterien „Granger“, „Potter“ u. „Nine Gun Battery“ in Hancock, Tunnelsystem zu besichtigen

New Mexico:
Las Vegas (New Mexico), Fort Union am Santa Fe Trail, Ruine
New York:
- Amsterdam, ehem. Festungsstadt
- Amsterdam, Old Fort Johnson, es blieb ein Haus erhalten, heute Museum
- Lake Champlain, ehem. franz. Fort Ticonderoga (auch „Fort Carillon“) am Lake Champlain
- Lake George, ehem. brit. Fort William Henry am Lake George
- New York City, OT Manhattan, „Castle Clinton“-Batterie am Südende Manhattans
- New York City, OT Manhattan, Insel Governors Island vor Manhattan, Fort Jay auf Insel Governors Island vor Manhattan
- New York City, OT Oswego, ehem. brit. Fort Oswego an der Mündung des Oswego River in den Ontariosee, verloren gegangen und überbaut von der Stadt Oswego(New York)
- New York City, OT Red Hook (Brooklyn), Insel Governors Island, Castle Williams auf Insel Governors Island
- New York City, OT Rome, Fort Stanwix in Rome
- New York City, OT Youngstown, Fort Niagara an der Mündung des Niagara River in den Ontariosee bei Youngstown (New York)

Oregon:
- Mündung des Columbia River, Fort Stevens an der Mündung des Columbia River

Pennsylvania:
- Pittsburgh, ehem. Fort Duquesne, (auch „Fort Du Quesne“ oder „Fort Pitt“) in Pittsburgh

Puerto Rico: siehe Mittelamerika
South Carolina:
- Charleston, James Island, ehemaliges Fort Johnson (nichts erhalten) und eine Batteriestellung
- Charleston, Insel Shutes’ Folly Island, Castle Pinckney auf der Insel Shutes’ Folly Island etwa 1,7 km östlich von Charleston
- Charleston, Inselfort Fort Sumter bei Charleston
- Charleston, Bucht von Charleston, Halbinsel Sullivan’s Island, Befestigungsanlagen auf Sullivan’s Island
  - Halbinsel Sullivan’s Island, ehem. Floating Battery und zwei weitere Batterien an und nahe der Spitze von Sullivan’s Island
  - Halbinsel Sullivan’s Island, Fort Moultrie mitten in Halbinsel Sullivan’s Island
- Charleston, Morris Island, Cumming`s Point Battery und Star of the West Battery
- Charleston, Insel Morris Island in Bucht von Charleston, Fort Wagner auf Morris Island
- Charleston, Mount Pleasant, ehem. Mount Pleasant Battery
- Charleston, verschiedene Orte, weitere Befestigungsanlagen vor dem Hafen von Charleston

Texas:
- San Antonio, Fort Alamo in San Antonio

Virginia:
- Hampton, Fort Monroe in Hampton
- Yorktown, ehem. Befestigungsanlagen von Yorktown, Reste vorhanden, im "Yorktown National Battlefield"-Areal, siehe Schlacht bei Yorktown

Washington:
- Mündung des Columbia River, Cape Disappointment-Leuchtturm, Fort Canby (ehem. „Fort Cape Disappointment“) am Cape Disappointment-Leuchtturm an Mündung des Columbia River
- Mündung des Columbia River bei Chinook, Fort Columbia an Mündung des Columbia River bei Chinook
- Port Hadlock, Fort Flagler State Park, Fort Flagler 13 Kilometer nordöstlich von Port Hadlock im Fort Flagler State Park
- Port Townsend, Fort Worden State Park, Fort Worden im Fort Worden State Park bei Port Townsend
- Whidbey Island, Insel im Island County, Fort Casey auf der Insel Whidbey Island

#### Aruba, Insel
- Aruba, Insel, Oranjestad, Fort Zoutman mit „Willem III tower“, Historisches Museum von Aruba

#### Bahamas
- Nassau, Fort Fincastle

#### Bonaire, Insel (Niederlande)
- Kralendijk, Fort Oranje am Hafen von Kralendijk

#### Curaçao, Insel
- Curaçao, Insel, insgesamt 8 Festungsanlagen, u. a.:
  - Curaçao, Willemstad, Stadtteil Punda, Küstenfort Amsterdam an der Hafeneinfahrt auf einer Landzunge südöstlich der Sint-Anna-Bucht
  - Curaçao, Willemstad, Fort Beekenburg

#### Kuba
- Havanna, Castillo del Príncipe
- Havanna, Castillo de la Real Fuerza
- Havanna, Castillo de los Tres Reyes del Morro
- Havanna, La Cabaña
- Santiago de Cuba, Castillo de San Pedro de la Roca

#### Martinique, Inseln (Frankreich)
- Stadt Fort-de-France, mehrere Forts:
  - Stadt Fort-de-France, Fort Desaix
  - Stadt Fort-de-France, Fort Gerbault
  - Stadt Fort-de-France, Fort Saint-Louis
  - Stadt Fort-de-France, Fort Tartenson
- Rocher du Diamant, Insel, ehem. Inselfestung/Batteriestellung
- Saint-Pierre, „Fort Saint-Pierre (de la Martinique)“

#### Puerto Rico (USA)
- San Juan, ehem. Festungsstadt San Juan (Stadtmauern teilweise erhalten) mit den Festungen:
  - San Juan, Festung Castillo San Cristobal in San Juan
  - San Juan, Festung La Fortaleza, siehe auch La Fortaleza und San Juan National Historic Site in Puerto Rico
  - San Juan, Festung San Felipe del Morro im Nordwesten von San Juan an der Hafeneinfahrt
  - San Juan, Fort Fortín San Juan de la Cruz (auch „El Cañuelo“), kleines quadratisches Fort bei San Juan
- Vieques, Insel, Gemeinde Vieques, Fuerte de Vieques in Vieques

#### Saba, Insel (Niederlande)
- Fort Bay, Bunker Hill

#### St. Kitts und Nevis
- Sandy-Point-Town, Brimstone Hill/Schwefelberg, Brimstone Hill Fortress mit Fort-George-Zitadelle nahe Sandy Point Town

#### Sint Eustatius, Insel (Niederlande)
- Sint Eustatius, Insel, oberes Oranjestad, Fort Oranje (Oranjestad) oberhalb des Ufers
- Sint Eustatius, Insel, unteres Oranjestad, Fort Amsterdam (Oranjestad) (auch Wasserfort genannt), am Nordende der Reede von Oranjestad

#### Sint Maarten, Insel
Philipsburg, Fort Amsterdam und Fort Williams nahe Philipsburg

### Südamerika

#### Brasilien
- Insel Itamarcá im Atlantischen Ozean, Inselfort Oranje etwa 60 km nördlich von Stadt Recife
- Rio de Janeiro, um 1905 (?) abgerissene Festung auf dem Schloßberg "Morro do Castelo"

#### Suriname
- am Zusammenfluss der Flüsse Suriname und Commewijne, Fort Nieuw-Amsterdam, heute Freilichtmuseum
- Paramaribo, Fort Zeelandia, restauriert, Museum

## Asien

### Levante

#### Israel
- Akkon mit ihrer Zitadelle, ehem. osmanische Festungsstadt, siehe Belagerung von Akkon (1799)
- Masada

#### Palästinensische Autonomiegebiete
- Latrun, britisches Fort Latrun 15 km westlich von Jerusalem

#### Syrien
- Aleppo, Zitadelle von Aleppo
- Assadsee, bastionierte bzw. rondellierte Burg Qalʿat Dschaʿbar am Ufer des Assadsees
- Homs, festungsartige mittelalterliche Burg Krak des Chevaliers etwa 30 km westlich von Homs

### Zentralasien

#### Georgien
- Nariqala

#### Iran
- Alamut (siehe auch Liste der ismailitischen Festungen)

### Ostasien

#### China
- Hulin, Hutou bei Hulin, Festung Kotō, eine Festung des Kaiserlich Japanischen Heeres beim heutigen Hutou, am Ussuri-Fluss
- Lüshunkou, Port Arthur
- Tianjin, Taku-Forts in Tianjin nahe Peking
- Festungsstadt Xi’an, Stadt Xi’an, ehem. Name: Chang’an
- Festungsanlage an nördlichen Ende der Großen Chinesischen Mauer, in der Wüste gelegen

#### Hongkong (China)
- Hongkong, Fan Lau
- Hongkong, Fort von Lei Yue Mun (Museum der Küstenverteidigung Hongkongs)
- Hongkong, Fort Tung Chung
- Hongkong, Tung Chung Battery
- Hongkong, Stadtteil Stanley, Fort Stanley

#### Japan
- Benten Daiba
- Goryōkaku
- Osaka, Festungsanlage der Burg Osaka

#### Malaysia
- Malakka, Festung A Famosa in Malakka, Porta de Santiago erhalten

#### Philippinen
- Bucht von Manila, Insel Corregidor, ehem. US-amerikanische Inselfestung Corregidor
- Bucht von Manila, Insel El Fraile Island südlich von Insel Corregidor, ehem. US-amerikanische Inselfestung Fort Drum
- Capul Island, Insel in der Samar-See, Ort Capul, Fuerza de Capul, bastionierte Wehrkirche
- Cebu City, Fuerza de San Pedro in Cebu City
- Manila, OT Intramuros, Fuerza de Santiago (auch Fort Santiago) in Intramuros
- Maribojoc, Fuerza Punta Cruz
- Romblon, Fuerza de San Andres
- Taytay, Fuerza de Sta. Isabel
- Zamboanga Peninsula, Halbinsel, Zamboanga City, Fort Pilar (auch El Real Fuerza de Nuestra Señora del Pilar de Zaragoza)

#### Singapur
- Festung Singapur

#### Vietnam
- Điện Biên Phủ

### Südasien

#### Afghanistan
- Dschalalabad, ehem. britisches Fort, siehe Belagerung von Dschalalabad

## Australien/Ozeanien

### Australien
New South Wales:
- Sydney, Ben Buckler Gun Battery in Sydney
- Sydney, Fort Denison in Sydney
- Sydney, Fort MacQuarie in Sydney
- Sydney, Bare Island in Sydney
- Sydney, Fort Banks in Sydney
- Sydney, Henry Head Battery in Sydney
- Sydney, Malabar Battery in Sydney

Queensland:
- Brisbane, Fort-Lytton-Nationalpark, Fort Lytton im Fort-Lytton-Nationalpark, 13 Kilometer nordöstlich des Stadtzentrums von Brisbane

### Hawaii (USA)
- Honolulu, Fort Kamehameha in Honolulu
- Honolulu, Fort DeRussie in Honolulu

### Neuseeland
- Auckland, Bastion Point in Auckland
- Auckland, Mount Victoria in Auckland, Artilleriestellungen und Bunker
- Auckland, Nort Head mit Südbatterie, Nordbatterie und Gipfelbatterie in Auckland, Bunker und Tunnel zu besichtigen
- Lyttelton, Fort Jervois in Lyttelton
- Port Chalmers, Lawyers Head Battery in Port Chalmers
- Port Chalmers, St Clair Battery in Port Chalmers
- Port Chalmers, Taiaroa Head in Port Chalmers, Ruinen und restaurierte Verschwindlafette
- Wellington, Fort Ballannce in Wellington
- Wellington, Fort Buckley in Wellington

## Europa

### Albanien
- Berat, Burg Kalaja in Berat
- Gjirokastra, Burg von Gjirokastra
- Kruja, Burg von Kruja
- Lezha, Burg von Lezha
- Libohova, Festung von Libohova
- Petrela, Burg von Petrela
- Shkodra, Burg Rozafa in Shkodra

### Belgien
- Antwerpen, Festung Antwerpen mit doppelten Ring aus detachierten Forts
  - ehem. Zitadelle von Antwerpen
  - Puurs, ehem. Fort Liezele
  - Walem (Ort), Fort Walem
  - Willebroek, Fort Breendonk bei Willebroek
- Buillon, Burg Bouillon (Festung)
- Dinant, Festungsstadt an der Maas
- Gent, ehem. Festungsstadt mit ehem. Zitadelle Gent (Spaniardenkastell), siehe Frans Hogenbergs Abbildung von Gent
- Heusden-Zolder, OT Zolder, ehem. Festung Heusden
- Huy, Zitadelle Fort Huy an der Maas
- Lüttich, Festungsring Lüttich mit zwei Zitadellen und doppelten Ring aus detachierten Forts:
  - Innerer Ring Lüttich:
    - Lüttich, Fort Barchon, etwa 6,5 km nordöstlich der Innenstadt Lüttich
    - Lüttich, Fort Loncin, etwa sieben Kilometer westlich der Innenstadt von Lüttich an der Ausfallstraße in Richtung Brüssel

  - Äußerer Ring Lüttich:
    - Sint Pietersberg, Fort Eben-Emael am Albert-Kanal auf dem Sint Pietersberg
    - Battice, Fort Battice 20 km östlich von Lüttich bei Battice
    - Lüttich, Fort Aubin-Neufchâteau östlich von Lüttich
    - Banneux, Fort Tancremont an Straße von Banneux nach Verviers
- Mons, ehem. Festungsstadt, u. a. Kasematten erhalten geblieben
- Namur, Festungsstadt mit Zitadelle und einfachem Ring aus detachierten Forts an der Maas, Teile der Kasematten der Zitadelle können besichtigt werden (Nutzung als Parfümerie)
- Ostende, ehem. Festungsstadt mit
  - Ostende, Fort Napoleon in Ostende, Museum, Pentagonalfestung
- Seraing, Fort de Boncelles
- Tournai, ehem. Festungsstadt mit Zitadelle (geschleift), siehe Belagerung von Tournai
- Willebroek, Fort Breendonk, Teil der Festung

### Bulgarien
- Assenowgrad, Festung Assenow (auch Assen-Festung) bei Assenowgrad
- Burgas, Festung Faros in Burgas
- Belogradtschik, Festung Kaleto
- Edirne, Festung Versinikia nahe dem türkischen Edirne, siehe Schlacht von Versinikia
- Kaliakra, Festung Kaliakra
- Nessebar, Festung Mesambria in Nessebar
- Region Nessebar, etwa 20 Festungsanlagen nahe bei Stadt Nessebar
- Petrowa Niwa, Festung Mahmulkowo bei Petrowa Niwa
- Schumen, Festung Madara bei Schumen
- Schumen, Festung Schumen bei Schumen
- Silistra, Festung Silistra südlich von Silistra
- Sofia, Festung Trajan Tore bei Sofia
- Weliko Tarnowo, Festung Zarewez in Weliko Tarnowo
- Widin, Festung Baba Wida (auch Baba Vida) in Widin (Vidin) an der Donau

### Dänemark
- Aalborg, ehem. Festung Schloss Aalborghus, Reste der Wallanlagen erhalten, Kasematten unter westlichem Wall dienen als Museum
- Aalborg Kommune, Ortsteil Hals am Kattegat, Festung Hals, ehem. mehrere Forts, Schanzen und Bunker, Teile erhalten
- Aarhus, ehem. Festungsstadt
- Amager, Insel, Fort Kongelundsfortet im Südwesten von Insel Amager an der Køgebucht
- Amager, Insel, Fort Dragør siehe Kopenhagen
- Christiansø (Erbseninseln), Insel nahe Bornholm, Festung auf der Insel Christiansø
- Esbjerg, ehem. befestigter Hochseehafen (ab 1869)
- Färöer-Inseln (Dänemark):
  - Färöer, Tórshavn, Festung Skansin in Tórshavn auf Färöer
- Frederikshavn (vor 1818: Fladstrand), Festungsanlagen des Hafens von Fladstrand/Frederikshavn, Geschützturm „Krudtårnet“ auf Halbinsel im Süden des alten Hafens und nördlich die „Nørdre Skanse“(ehem. deutsche Nordschanze von 1627) erhalten, ehemalige „Søndre Skanse“(Südschanze)
- Kopenhagen:
  - Festungsstadt Kopenhagen (12. Jahrhundert–1870), östliche Wallanlagen erhalten
  - Zitadelle Kastellet erhalten
  - Befestigung von Kopenhagen (1886–1916) mit 6 Land-Forts und vielen Batterien und Seeforts:
  - Amager, Insel, Stadt Dragør, Fort Dragør südlich der Hafenanlagen von Dragør auf einer künstlichen Insel gelegen, heute Hotel und Restaurant, ehem. Teil der Festung Kopenhagen
  - Middelgrundsfortet, künstliche Insel im Öresund, ehem. Seefestung Middelgrundsfortet der Festung Kopenhagen
  - Saltholm, Insel im Öresund, ehem. Befestigungsanlagen von Saltholm als Teil der Festung Kopenhagen
  - Trekroner, Insel im Öresund vor dem Kopenhagener Hafen, bemerkenswert erhaltenes Inselfort Trekroner mit eigenem Hafen, ehem. Vorposten der Festung Kopenhagen
- Langeland, Insel, Bagenkop an Südspitze der Insel, Langelandfort, heute Museum
- Masnedø, Insel in Meerenge Storstrømmen bei Vordingborg, Fort Masnedø, öffentlich zugängig
- Nordschleswig, Sicherungsstellung Nord in Nordschleswig, Festungsanlage des Ersten Weltkriegs
- Ribe, ehem. Schloss Riberhus, Reste erhalten, rondellierte Wasserburg
- Seeland, Insel, Helsingør, Schloss Kronborg in Helsingør
- Sonderburg-Düppel: u. a. Düppeler Schanzen
- verschiedene Orte, Atlantikwall von den deutschen Besatzern im Zweiten Weltkrieg errichtet:
  - Blåvand, Tirpitz-Stellung bei Blåvand
  - Blåvand, Büffel-Radarstellung bei Blåvand
  - Fanø, Insel, etliche Bunker (viele begehbare nördlich von Nordby am Ende des Weges Vesternasen), sowie an der Südseite der Insel, am Halevejen östlich von Rindby, Flak Bunker Fl243
  - Frederikshavn, von ehem. 350 Anlagen im Stadtgebiet von Frederikshavn sind heute noch etwa 250 erhalten, u. a.:
  - Frederikshavn, Stadtteil Bangsbo auf dem Hügel von Pikkerbakken, Bangsbo Fort, Teil des Küstenmuseums und 9 weitere vergleichbare Forts
  - Frederikshavn, Insel Deget einen Kilometer nordöstlich des Hafens von Frederikshavn, Bunker
  - Skagens Gren, nördliche Landspitze Jütlands, genannt Grenen oder Skagens Gren, Bunkermuseum des Atlantikwalles
  - Hirtshals, Freilichtmuseum „Bunkermuseum Hirtshals 10. Batterie“ unterhalb des Leuchtturmes
  - Ringkøbing, Heeresküstenbatterie Søndervig/Radarstation Ringelnatter in Ringkøbing
  - Rømø, Insel, etliche Bunker, Führungen durch größere Bunkeranlagen möglich
  - Skagen, etliche Bunker
  - Skagerrak, Festungsanlage Hanstholm am Skagerrak

### Estland
- Narva, ehem. Festungsstadt, siehe Schlacht bei Narva
- Narva, Festung Hermannsfeste in Narva
- Paide/Weißenstein, ehem. Festungsstadt mit Burg
  - Paide/Weißenstein, ehem. bastionierte Ordensburg Paide des Deutschen Ordens, Ruine
- Pärnu/Pernau, ehem. Festungsstadt (1561?–1835)
- Saaremaa/Ösel, Insel, Stadt Kuressaare auf Insel Saarema, Burg Arensburg mit Festungsanlage (Bastionen nach 1675) bei Stadt Kuressaare
- Tallinn/Reval, ehem. Festungsstadt
  - Tallinn-Kalamaja, urspr. Küstenbatterie Fort Patarei (Triangularfestung), später russ. Gefängnis, heute Ruine
- Tartu/Dorpat, ehem. Festungsstadt, Belagerung von Tartu (1704)
- Vastseliina/Neuhausen, Burgruine mit Geschütztürmen/Rondellen, Ordensburg
- verschiedene Orte nordwestlich von Sankt Petersburg, Seefestung Imperator Peter der Große
- Viljandi/Fellin, ehem. festungsartige Ordensburg, Ruine

### Finnland
- Bomarsund, ehem. russische Festung Bomarsund auf den Åland-Inseln bei der heutigen Bomarsund Bridge, siehe Battle of Bomarsund
- Hanko, ehem. schwedische Festung Hanko mit Festungsmuseum am Osthafen
  - Hanko, Inselfort Fort Gustavsvärn und
  - Hanko, Inselfort Fort Gustav-Adolf (Hanko)
- Hamina, ehem. Festungsstadt Hamina/Fredrikshamn/Vehkalahti
- Hämeenlinna, Festungsanlage Burg Häme, Hämeenlinna
- Helsinki, Inselfestung Suomenlinna (Sveaborg) vor Helsinki
- Kajaani, Flussinsel Linnasaari, Festung Burg Kajaaninlinna (auch: Kajaneborg)(17.–18. Jh.) auf Insel Linnasaari, Ruine
- Kotka, ehem. russ. Festung Kotka
- Kotka, Festung Kymenlinna nördlich von Kotka
- Lappeenranta, Festung (Zitadelle) bei Lappeenranta/Villmanstrand, ehem. Festungsstadt
- Loviisa, Inselfestung Svartholm (Festung) südlich von Loviisa
- Loviisa, Reste der Landfestung von Loviisa
- Luumäki, ehem. russ. Dawydowskaja-Festung in Taavetti (Davidstat) bei Luumäki
- Luumäki, Mannerheim-Linie in Luumäki
- Savonlinna, Burg Olavinlinna in Savonlinna Burg, und Festung im 16. bis 18. Jh.
- Turku, Burg Turku mit Rondell
- verschiedene Orte
  - Mannerheim-Linie
  - Seefestung Imperator Peter der Große, Teile in Finnland

### Frankreich
- Agde, Inselfestung Fort de Brescou
- Amiens, ehem. Festungsstadt mit erhaltener
  - Amiens, Zitadelle von Amiens
- Angers, Festung Angers, Burg mit Geschütztürmen
- Arras, Zitadelle von Arras
- Atlantikwall: siehe „verschiedene Orte“
- Avignon, Papstpalast in Avignon
- Bayonne, ehem. Festungsstadt mit Zitadelle
- Belfort, ehem. Festungsstadt mit Zitadelle Belfort und Fortgürtel:
  - Belfort, Fort de Roppe, (auch: Fort Ney) bei Belfort
  - Bessoncourt, Fort de Bessoncourt (auch: „Fort Senarmont“) nordöstlich von Belfort bei Bessoncourt
  - Chèvremont, Ouvrage de Chèvremont bei Belfort
  - Danjoutin, Fort des Basses Perches (auch: „Fort Valmy“) südöstlich von Belfort bei Danjoutin
  - Giromagny, Fort de Giromagny (auch: „Fort Dorsner“) nordöstlich von Belfort
  - Pérouse, Fort des Hautes Perches (auch: „Fort Rapp“)
- Besançon, Zitadelle von Besançon, u. a. mit Vauban-Museum, Stadtmauer und
  - Besançon, Fort Griffon
- Beynac-et-Cazenac, Burg Beynac
- Bitche, Zitadelle von Bitche/deutsch: Bitsch
- Blaye, Zitadelle von Blaye
- Bordeaux, ehem. Festung Château Trompette (Bordeaux) im Norden der Stadt, geschleift, Zwingburg gegen die Stadt
- Bordeaux, ehem. Festung Château du Hâ im Westen der Stadt, geschleift, ein Turm erhalten, Zwingburg gegen die Stadt
- Boyardville, Seefort Boyard (bekannt aus der gleichnamigen Fernsehspielshow) im Meer vor Boyardville
- Boulogne-sur-Mer, ehem. Festungsstadt
- Briançon, Festungsanlagen von Briançon: Fort des Salettes, des Trois Têtes und Randouillet, Stadtmauer, vier Forts, Signalturm und Brücke
- Calais, ehem. Festungsstadt mit Zitadelle Calais und mehreren Außenwerken
- Camaret-sur-Mer, Vauban-Turm „goldener Turm von Camaret“ in Camaret-sur-Mer
  - Camaret-sur-Mer, Fort du Toulinguet
  - Camaret-sur-Mer, napoleonisches Fort "Corps de garde du Petit Gouin"
  - Camaret-sur-Mer, Bunkeranlagen des Atlantikwalles
- Carcassonne, Cité in Carcassonne
- Charleville-Mézières, ehem. Festungsstädte, Reste vorhanden
  - Charleville-Mézières, ehem. Zitadelle Charleville
- Colle di Tenda, Tendapass, ehem. italienische Festungsanlagen am Tenda-Pass:
  - Colle di Tenda, Forte Centrale
  - Colle di Tenda, Fort de Giaure
  - Colle di Tenda, Fort de la Marguerie
  - Colle di Tenda, Fort Pepin
  - Colle di Tenda, Fort Pernante
  - Colle di Tenda, Fort Tabourde
- Colmars-les-Alpes, „Fort du Savoie“ und eine weitere Festung
- Condé-sur-l’Escaut, ehem. Festungsstadt
- Corbie, ehem. Festungsstadt, siehe Belagerung von Corbie
- Coucy-le-Château-Auffrique, Burg Coucy, rondellierte Burg
- Dünkirchen/Dunkerque, ehem. Festungsstadt, u. a. erhalten „Porte de la Marine“
- Ébersviller, Fort Michelsberg („Ouvrage Michelsberg“) nahe Ébersviller
- Entrevaux, Festungsanlage über Entrevaux
- Épinal, Festungsring um Stadt Épinal mit
  - Épinal, Batterie de Spanchey
  - Épinal, Fort de bois d’Abbé
  - Épinal, Fort de Girancourt
  - Épinal, Fort d’Uxegney, 379 Meter über NN auf einem Höhenrücken über dem Tal der Avière
- Fort-Louis, ehem. Festungsanlagen „Ludwigsfeste“ (Reste vorhanden) bei Stadt „Fort Louis“ mit mehreren ehem. Forts: Fort Alsace auf elsässischer Seite und das Fort Marquisat am badischen Ufer und das Hauptfort „Fort Carré“ nördlich der Stadt
- Gironde, Zitadelle von Blaye, Teil der „Großfestung Blaye“ an der Gironde mit Außenwerken
  - Cussac-Fort-Médoc, Fort Médoc am linken Ufer der Gironde
  - Gironde, Inselfestung Fort Paté auf einer Insel in der Gironde
- Givet an der Maas
- Grenoble, ehem. Festungsstadt mit
  - Grenoble, Zitadelle Fort de la Bastille
  - Grenoble, Festungsanlagen des 19. Jh. mit erhaltenem Fortgürtel um Grenoble:
  - Grenoble, Fort des Quatre Seigneurs
  - Grenoble, Fort du Bourcet
  - Grenoble, Fort du Saint-Eynard
  - Claix (Isère), Fort de Comboire (auch: „Fort Monteynard“) bei Claix
  - Gieres bei Grenoble, Fort du Mûrier (auch: „Fort Randon“)
- Haguenau, ehem. Festungsstadt
- Huningue/Hüningen, ehem. Festung Hüningen
- Île-d’Aix, Insel, Forts und Befestigungen auf Insel „Île-d’Aix“:
  - Fort de la Rade an Südspitze der Insel
  - Fort Liédot in Inselmitte
  - Küstenbefestigung auf Île-d’Aix mit mindestens neun Batteriestellungen sowie Befestigungsanlagen des Ortes „Ile-d-Aix“
- Île Belle-Île, Insel, Zitadelle von Le Palais
- Île d’Hœdic, Insel im Golf von Biskaya, verschiedene Befestigungen:
  - Île d’Hœdic, verschiedene Orte, mehrere Vauban’sche ehem. Kanonentürme
  - Île d’Hœdic, Fort Anglais im Nordosten der Insel, Ruine
  - Île d’Hœdic, Inselmitte, Fort Louis-Philippe in der Mitte des Inselplateaus
- Île d’Houat, Insel in der Bucht von Quiberon, ehem. Befestigungsanlagen der Insel
- Île d’Oléron, Insel, Forts auf Insel „Île d’Oléron“:
  - ehem. Fort de la Perohne
  - ehem. Fort St.Denis
  - Zitadelle von Le Château-d’Oléron, militärhistorisches Museum
- Île d’Yeu, Insel im Atlantik 20 Kilometer vor der Küste der Vendée, Port-Joinville, Zitadelle Fort de Pierre Levèe südwestlich von Port-Joinville
  - Île d’Yeu, Bunkeranlagen des Atlantikwalles
- Île de Port-Cros, Insel, Festungsanlagen auf Insel Port-Cros:
  - Île de Port-Cros, Port Cros, Fort du Moulin bei Port Cros
  - Île de Port-Cros, Port-Cros, Fort de l’Eminence bei Port Cros
  - Île de Port-Cros, Pointe de Port Man, „Fort de Port-Man“ am Pointe de Port Man
  - Île de Port-Cros, Inselinneres auf 196 m Höhe, Fortin de la Vigie
- Île de Ré, Insel, Forts auf Insel „Île de Ré“:
  - Île de Ré, Saint-Clément-des-Baleines, Teile des Atlantikwalles bei Saint-Clément-des-Baleines
  - Fort de La Prée
  - Inselfestung Saint-Martin-de-Ré, mit Stadtmauer, Hafen und Zitadelle
- Île Glénan, Inselgruppe, Île Cigogne, Fort Cigogne auf Insel Cigogne, 19 km südlich der Stadt Fouesnant
- Île Le Mont-Saint-Michel, Insel, Befestigungen der Insel von „Le Mont-Saint-Michel“, Rondelle und Bastionen
- Île Madame, Insel, verschiedene Festungsanlagen/Forts, Kasematten u. a.:
  - Île Madame, festungsartige Burg Ile Madame
  - Île Madame, Fort Enet
  - Île Madame, Fort Ile Madame
- Île Pelée, Insel, Fort de l’Île Pelée (ehem. auch: Fort Royal, dann Fort National, dann Fort Impérial), heute Nutzung durch franz. Marine
- Île Petite Porquerolles, Insel im Mittelmeer, ein Fort auf Petite Porquerolles
- Île Porquerolles, Insel im Mittelmeer, 6 Forts/Festungen, u.a:
  - Île Porquerolles, Port Porquerolles, Fort Sainte-Agathe am Hafen von Port Porquerolles
- Île Saint-Honorat, Insel, Südostufer der Insel, Festungsturm am Meeresufer
- Îles Saint-Marcouf, Île du Large, Festung auf Insel Île du Large, eine Zirkularfestung
- Île Sainte-Marguerite, Insel, Nordseite der Insel, Fort Royal (auch: Fort Vauban), Museum
- Korsika, Insel Korsika:
  - Ajaccio, Zitadelle Ajaccio
    - vor der Bucht von Ajaccio auf einer der Blutinseln (Iles Sanguinaires): Genueserturm

  - Bastia, ehemalige genuesische Zitadelle
  - Bonifacio, Festungsstadt und Zitadelle sowie Genueserturm "Torrione" (mit naher Treppe des Königs von Aragon)
  - Calvi, Zitadelle
  - Corte, Zitadelle Corte, einzige im Inselinneren
  - Korsika, Werke aus der Zeit des Baues der Maginot-Linie im Süden der Insel
  - Korsika, Genuesertürme an der Inselküste
    - Turghio, Turm von Turghio ("Tour de Turghio") am Golf von Porto (Korsika) südwestlich von Porto (Korsika)
    - Sagone, Genueserturm über dem Jachthafen
    - Galéria, Turmruine am Golf von Galéria nordöstlich von Galeria bei der Straße nach Tuarelli
    - L'Ile-Rousse, Genueserturm beim Jachthafen
    - Korsika, Halbinsel Cap Corse:
      - Genuerserturm Tour de l'Osse
      - Miomo (Dorf), runder Genueserturm und weitere an der Küste der Halbinsel Cap Corse

  - Pisanische Wachtürme auf Korsika:
  - Morsiglia, Tour Saint-Jean, quadratischer pisanischer Wehrturm am Cap Corse
    - Nonza, Tour de Nonza am Cap Corse
    - Pino (Korsika), quadratischer pisanischer Wehrturm bei Pino
    - Porto (Korsika), quadratischer pisanischer Wehrturm am Golf von Porto über dem Hafen Marine de Porto
    - Toga (Korsika), quadratischer pisanischer Wehrturm bei Toga

  - Porto Vecchio, Reste der Festungsstadt
  - Saint-Florent, runde Zitadelle
- La Petite-Pierre/Lützelstein, Burg und Festung Lützelstein
- La Rochelle, ehem. Festungsstadt La Rochelle mit Außenforts
  - La Rochelle, Befestigungsanlagen am Hafen von La Rochelle
  - La Rochelle, ehem. Fort Louis (La Rochelle)
- Le Havre, ehem. Festungsstadt mit Kriegshafen
  - Le Havre, ehem. Zitadelle
  - Le Havre, ehem. Fort Warwick, geschleift
  - Le Havre, befestigter Kriegshafen des Atlantikwalles
- Le Perthus, Fort de Bellegarde
- Le Quesnoy, Festungsstadt
- Le Verdon-sur-Mer, deutsche Festung Gironde-Süd (1940er Jahre)
- Lichtenberg (Bas-Rhin), Festung Burg Lichtenberg (Elsass)
- Lille, ehem. Festungsstadt Lille mit erhaltener Zitadelle von Lille
- Longwy/Langich, Festungsstadt (nur Oberstadt)
- Lyon, ehem. Festungsstadt Lyon mit Fortgürtel
  - Bron (Métropole de Lyon), Fort de Bron
- Maginot-Linie entlang der Grenze zu Deutschland, dem Alpenraum und auf Insel Korsika
- Maubeuge, ehem. Festungsstadt
- Maurienne, kgl.sardinische Verteidigungslinie (gegen Frankreich gerichtet)Barrière de l’Esseillon in der oberen Maurienne
  - Aussois, Fort Victor-Emmanuel bei Aussois
  - Aussois, Fort Marie-Christine
  - Avrieux, Redoute Marie-Thérèse
  - Fort Charles-Félix, Ruine
  - Fort Charles-Albert, unvollendet
- Marseille, Île d’If, Insel, Inselfestung Château d’If auf der Île d’If wenige Seemeilen vor Marseille
- Maubert-Fontaine, ehem. Festungsstadt
- Metz, Festung Metz, ehem. Festungsstadt mit zwei Fortgürteln
  - Metz Feste Alvensleben 1 km westlich von Metz
  - Metz, Fort de Queuleu (auch: Fort Goeben) südöstlich von Metz, östlich des Saille-Tales
  - Metz, Fort Saint-Privat (auch: „Feste Prinz August von Württemberg“)
  - Metz, Forts: Feste Kronprinz, Feste Kaiserin, Feste Leipzig, Feste Lothringen, Feste von der Goltz, Feste Luitpold, Feste Wagner, Feste Haeseler
- Montauban, ehem. Festungsstadt mit Brückenkopf-Festung "Villebourbon", siehe Belagerung von Montauban
- Mont-Dauphin, Festung Mont-Dauphin
- Mont-Louis, Festungsstadt mit Zitadelle
- Montmédy, Zitadelle Montmédy
- Montpellier, ehem. Festungsstadt mit Zitadelle, mehrere Bastionen erhalten geblieben, siehe auch Belagerung von Montpellier
  - Montpellier, ehem. Zitadelle von Montpellier
- Montreuil-sur-Mer, ehem. Festungsstadt mit erhaltener Zitadelle Montreuil
- Mouzon, ehem. Festungsstadt in den Ardennen
- Mutzig-Molsheim, Feste Kaiser Wilhelm II. („Fort de Mutzig“) bei Mutzig in der Nähe von Straßburg
- Neuf-Brisach/(dt.: Neubreisach), Festungsstadt Neuf-Brisach, Befestigungen weitgehend erhalten geblieben
- Neufchâteau (Vosges), Fort de Bourlémont („Fort Choiseul“) bei Neufchâteau/Vogesen
- Niederbronn-les-Bains, Festungsanlagen der Burg Lichtenberg (Elsass) in Lichtenberg nahe Niederbronn
- Nizza, ehem. Festungsstadt mit ehem. Zitadelle (Ruine) auf dem Schlosshügel "Colline du Château"
- Orschwiller, Hohkönigsburg, rondellierte Burg mit Geschützturm
- Paris, ehem. Festungsstadt (Innenstadt)
- Paris, Pariser Fortgürtel siehe Thierssche Stadtbefestigung
- Paris, Barrière de fer, ein Festungsring um Paris, sowie eine Festungslinie parallel zur Maginot-Linie, jedoch ca. 50 km westlich dieser erbaut Ende des 19. Jahrhunderts
- Perpignan, Palast der Könige von Mallorca mit Festungsanlagen
- Phalsbourg/Pfalzburg, ehem. Festungsstadt
- Prats-de-Mollo-la-Preste, Fort Lagarde
- Reims, ehem. Festungsstadt mit Fortgürtel
- Reims, Fort de la Pompelle („Fort de Herbillon“), bei Gemeinde Puisieulx, etwa fünf Kilometer südöstlich von Reims
- Rochefort (Charente-Maritime), ehem. Festungsstadt mit Marinehafen
- Rodemack, ehem. Festung Rodemack
- Romainville, Fort Romainville
  - Romainville, Ortsteil Noisy-le-Sec, Fort de Noisy
- Royan, ehem. Festungsstadt, siehe Belagerung von Royan
- Saint-Jean-Pied-de-Port, ehem. Festungsstadt mit
  - Saint-Jean-Pied-de-Port, erhaltene Zitadelle (bastioniertes Schloss)
- Saint-Malo, Festungsstadt mit
  - Inselfestung Fort National im Meer vor Saint-Malo
- Saint-Mihiel, ehem. Fort des Paroches
- Saint-Vaast-la-Hougue, Fort de la Hougue (auch: „Tour Vauban“) auf der Île Tatihou und das nahegelegene Fort de l’Ilet (Museum), Befestigungsanlagen von „La Hougue“
- Saint-Valery-sur-Somme, ehem. Festungsstadt „Saint-Valery-sur-Somme“ mit Zitadelle
- Salses-le-Château, Fort von Salses
- Sedan an der Maas
- Sélestat/Schlettstadt, ehem. Festungsstadt
- Sète, ehem. Festungsstadt Sète mit Zitadelle Richelieu und Turm von Castellas
- Simserhof, Artilleriewerk Simserhof der Maginot-Linie
- Stenay, ehem. Festungsstadt mit ehem. Zitadelle (siehe Merian-Stich)
- Straßburg, ehem. Festungsstadt Straßburg mit Zitadelle von Straßburg und Fortgürtel (weitgehend erhaltene Anlagen):
  - Holtzheim, Fort Kronprinz von Sachsen (heute Fort Joffre) in Holtzheim
  - Mundolsheim, Fort Podbielski (heute Fort Ducrot) in Mundolsheim
  - Niederhausbergen, Fort Kronprinz (heute Fort Foch) in Niederhausbergen
  - Oberhausbergen, Fort Großherzog von Baden (heute Fort Frère) in Oberhausbergen
  - Reichstett, Fort Rapp ehem. Fort Moltke in Reichstett
  - Straßburg, Fort Roon (heute Fort Desaix)
  - Wolfisheim, Fort Bismarck (heute Fort Kléber) in Wolfisheim
- Suresnes, Hügel Mont Valérien, Fort du Mont-Valérien
- Tendabahn, Festungsbauwerke in den Tunnels der Tendabahn zwischen Nizza und Cuneo in Italien
- Thionville, ehem. Festungsstadt, Stauwerk-Brücke „Pont de Cormontaigne“ zur Flutung der Festungsgräben blieb erhalten
  - Thionville, Feste Obergentringen
  - Thionville, Feste Königsmachern
  - Thionville, Feste Illingen (Fort d’Illange)
- Toul, Festungsstadt von Vauban, Teile erhalten
- Toulon, ehem. Festungsstadt
  - Toulon, Fort Balaguier
  - Toulon, Zirkularfestung Fort Tour royale
- Veckring, Fort Hackenberg („Ouvrage Hackenberg“) bei Veckring/Lothringen
- Verdun an der Maas, ehem. Festungsstadt mit Fortgürtel:
  - Verdun, Fort Douaumont bei Verdun
  - Verdun, Fort Vaux bei Verdun
  - Verdun, Liste der Befestigungen in und um Verdun
- verschiedene Orte:
  - verschiedene Orte, Atlantikwall von den deutschen Besatzern im Zweiten Weltkrieg errichtet
    - Île d’Yeu, Bunkeranlagen des Atlantikwalles

  - verschiedene Orte, verschiedene französische Städte entlang der deutsch-französischen Grenze, Linie Barrière de fer
- verschiedene Orte, Fortifications de l’Est als östlicher Teil der Befestigungslinie Système Séré de Rivières
- Vézelois, Fort de Vézelois, (auch „Fort Ordener“)
- Villefranche-de-Conflent, Fort Libéria mit unterirdischem Gang bis zum Ort Villefranche
- Vincennes, Zitadelle Schloss Vincennes mit ehem. Fort Neuf
- Vitry-le-François, ehem. Festungsstadt
- Wissembourg/(Weißenburg), Fort de Schoenenbourg die größte noch zugängliche Anlage der Maginot-Linie südlich von Wissembourg

### Griechenland
- Kreta, Insel, Iraklio, ehem. Festungsstadt Candia mit erhaltener Festung Koules (auch: Rocca al Mare) am Hafen von Iraklio
- Nafplio, Inselfestung Bourtzi im Meer vor Nafplio
- Rhodos, Insel, Rhodos (Stadt), Festungsstadt mit Rondellen und Festung Agios Nikolaos Pyrgos am Hafen Marina Mandraki
- verschiedene Orte, Metaxas-Linie

### Irland
- Cork, Anlagen der ehem. britischen Palmerston Forts bei Cork
- Kinsale, Charles Fort in Kinsale in der Grafschaft Cork
- Kinsale, James Fort, Ruine
- Lough Swilly, Anlagen der ehem. britischen Palmerston Forts am Meeresarm Lough Swilly
- verschiedene Orte, mehrere Martello-Türme an der Küste Irlands, Geschütztürme zur Küstenverteidigung, u. a.:
  - Aughinis, Turm in Aughinis
  - Balbriggan, Turm in Balbriggan
  - Dún Laoghaire-Rathdown, Turm in Dún Laoghaire-Rathdown, Museum
  - Rathmullan, Turm in Rathmullan, Museum

### Italien
- Alassio, Festungsturm Torrione della Coscia/Torrione saraceno (Sarazenerturm) am Strand von Ortsteil Coscia
- Ancona, ehem. Festungsstadt mit Zitadelle
- Arsiero, Forte Cornolò
- Ascea, Festungsruine (Turm des 15. Jh. erhalten neben mittelalterlicher Kapelle) von Alea, nahe Küstenort Ascea
- Asiago (Venetien), Forte Interrotto ca. 2,5 km nördlich von Asiago
- Asiago (Venetien), Befestigung Tagliata Val d’Assa 2 km nördlich von Asiago und westlich der Orte Rodighieri und San Domenico
- Barcarola, Forte Casa Ratti oberhalb von Barcarola in der Provinz Vicenza
- Bard (Aostatal), Forte di Bard
- Bergamo, als Festungsstadt Weltkulturerbe
- Isola di Bergeggi, Insel, Festungsruine, vor Küstenstadt Spotorno
- Bibbona, OT Marina di Bibbona, Forte di Bibbona
- Bordighera, Befestigungsanlage (mit Kanonenbestückung) am antiken "Sarazenergrab"
- Borgio Verezzi, Kastell "Sarazenerturm" (La tour sarrasine, Torre saracena)
- Bozen, Festung Schloss Sigmundskron, rondellierte Burg
- Caprarola, Palazzo Farnese über ehemaliger Festungsanlage
- Caprino Veronese, Forte Cimo Grande, Ortsteil Spiazzi
- Caprino Veronese, Forte San Marco auf dem Berg San Marco
- Caprino Veronese, Tagliata d’Incanal, Straßensperre bei Incanal
- Ceriale, Festungsturm "Il Torrione"
- Cismon del Grappa, Forte Tombion
- Civita Castellana, Forte Sangallo mit Museum
- Corneto bei Cerignola, Festungsanlage (Fort?) am "Torre Alemanna"
- Dolcè, Ortsteil Ceraino, Forte Ceraino (auch: Fort Hlawaty)
- Enego, Forte Coldarco
- Enego, Forte Lisser
- Exilles, Gebirgsfestung Exilles in Region Piemont
- Fenestrelle, Gebirgsfestung Fenestrelle in Region Piemont
- Finale Ligure:
  - Castelfranco (OT), Festung Castelfranco
  - Finalborgo (OT), Kastell "Castel Gavone", Ruine
- Florenz, ehem. Festungsstadt mit
  - Florenz, Zitadelle Fortezza da Basso in Florenz
- Franzensfeste, Festung Franzensfeste (Forte di Fortezza) in Südtirol
- Gallinara (Insel), Befestigungsanlage auf der Insel
- Genua, etliche erhaltene Festungswerke:
  - Genua, Fort Briglia am Leuchtturm von Genua
  - siehe Liste der Burgen und Festungen in Genua
- L’Aquila, Forte Spagnolo (Spanische Festung)
- Legnago, ehemalige Festungsstadt
- Lerici, Kastell Lerici (Burg San Giorgio, St. Georgs Castle) am Golf von La Spezia
- Mailand, Castello Sforzesco, Burg mit Geschütztürmen und ehemals mit Bastionen (letztere geschleift)
- Mantua, ehemalige Festungsstadt
- Nervi (Genua), Festungsturm Torre Gropallo in Nervi bei Genua
- Nettuno, ehem. bastioniertes Fort
- Noli (Ligurien), mittelalterliche Festungsstadt mit zitadellenartiger Burg Ursino darüber
- Palmanova, als Festungsstadt in Sternform Weltkulturerbe
- Perugia, Rocca Paolina in Perugia
- Peschiera del Garda, Festungsstadt am Gardasee, als Teil eines Festungsvierecks, Weltkulturerbe
- Pinerolo, ehem. Stadtfestung mit Zitadelle
- Porto Venere, Zitadelle Castello Doria über der Stadt
- Rapallo, Inselburg/Hafenfort in Rapallo
- Reschenpass, Riegelstellung am Reschenpass
- Rivoli Veronese, Forte Rivoli (auch Fort Wohlgemuth) auf dem Monte Castello
- Roana, Forte Punta Corbin
- Rom, Engelsburg (italienisch: Castel Sant’Angelo), eine Zirkularfestung
- Salurn, Festung Haderburg („Schloss Salurn“), bastionierte und rondellierte Burg
- San Terenzo, Castello di San Terenzo
- Sant’Ambrogio di Valpolicella, Forte Monte (auch Fort Mollinary) am Monte Pastello
- Sant’Anna d’Alfaedo, Forte Monte Tesoro
- Sarzana, Fortezza Firmafede in Sarzana, rondellierteForte
- Savona, Fortezza del Priamar und Hafenturm ("kleiner Turm", benannt nach Leon Pancaldo)
- Sieben Gemeinden (Italien), Forte Campomolon
- Sieben Gemeinden (Italien), Forte Campolongo auf dem Berg Cima di Campolongo
- Sieben Gemeinden (Italien), Forte Monte Verena auf dem Berg Monte Verena
- Tenda-Pass, italienische Festungsbauwerke auf dem Tenda-Pass an der Grenze zu Frankreich (Anlagen heute auf französischem Staatsgebiet)
- Torrebelvicino, Forte Monte Enna nördlich von Torrebelvicino auf dem Berg Monte Enna in der Provinz Vicenza
- Trient, Castello del Buonconsiglio in Trient, rondellierte Burg
- Triest, Castello di San Giusto
- Turin, ehem. Festungsstadt mit
  - Turin, ehem. Zitadelle von Turin
- Valli del Pasubio, Forte Monte Maso
- Valli del Pasubio, Tagliata Bariola
- Verona, ehemalige Festungsstadt mit Festung San Leonoardo über der Stadt (heute Kirche Santuario della Madonna di Lourdes) sowie Castello San Pietro oberhalb der Stadt.

Verteidigungswerke Österreichs gegen Italien bis 1918
(heute in Italien gelegen)
- Buchensteintal, Sperre Buchensteintal
- Buchensteintal, Werk La Corte
- Dolcè, Fort Hlawaty
- Dolcè, Straßensperre Chiusa zwischen Dolcè und Chiusa di Ceraino
- Folgaria, Werkgruppen Folgaria und Lavarone
- Folgaria, Werk Serrada (Dosso del Sommo) liegt etwa vier Kilometer südlich der Gemeinde Folgaria
- Folgaria, Zwischenwerk Sommo auf einem Höhenrücken 4 km südlich von Folgaria
- Franzensfeste, Festung Franzensfeste (Forte di Fortezza) in Südtirol
- Lardaro, Werk Corno
- Lavarone, Werkgruppen Folgaria und Lavarone
- Lavarone, Werk Sebastiano auf der Hochfläche von Lavarone-Folgaria
- Levico Terme, Ersatzwerk Busa Grande
- Levico Terme, Posten Vezzena (Spitz Verle) auf dem Gipfel des Pizzo di Levico (auch Cima Vezzena genannt), oberhalb des Valsugana und südlich der Ortschaft Levico Terme
- Levico Terme, Werk Gschwent oberhalb des Valsugana südlich von Levico Terme
- Levico Terme, Werk Verle (Busa Verle) oberhalb des Valsugana und südlich von Levico Terme
- Lusern, Werk Lusern auf dem südlichen Ausläufer des Costa-Alta-Rückens etwa einen Kilometer nordöstlich von Lusern
- Mantua, ehem. österreichische Festungsstadt mit Zitadelle, siehe Zitadelle Mantua
- Nago-Torbole, Straßensperre Nago
- Plätzwiese, Werk Plätzwiese auf dem Hochplateau Plätzwiese
- Poggio Imperiale, ehem. Festungsstadt
- Riva del Garda, Festung Riva an der nördlichen Spitze des Gardasees mit den Festungen
  - Riva del Garda, Batterie San Nicolo
  - Riva del Garda, Forte Tombio
  - Riva del Garda, Straßensperre Ponale
  - Riva del Garda, Sperrgruppe Monte Brione
- Rivoli Veronese, Fort Wohlgemuth
- Sant’Ambrogio di Valpolicella, Fort Mollinary
- Travignolatal/Ort St. Martin, Sperre Albuso
- Travignolatal, Werk Dossaccio
- Trafoital, Ort Gomagoi, Straßensperre Gomagoi oberhalb des Ortes Gomagoi
- Trient, Festung Trient
- Vallarsa/Brandtal, Werk Valmorbia auf halbem Weg zwischen den Ortschaften Valmorbia und Pozzacchio über der heutigen Staatsstraße SS46
- Valle di Rio Vela, Batterie Doss di Sponde südlich der Straßensperre Buco di Vela
- Valle di Rio Vela, Straßensperre Buco di Vela zwischen Riva del Garda und Trient
- Valparolasattel, Werk Tre Sassi nordöstlich des Berges Col di Lana zwischen dem Hexenstein und dem kleinen Lagazuoi
- Vermiglio, Werk Strino an der Tonalepasstraße in der Provinz Trient
- Vermiglio, Werk Presanella
- Vermiglio, Zwischenwerk Mero
- Verona, ehem. österreichische Festungsstadt
- verschiedene Orte, Österreichische Festungswerke an der Grenze zu Italien

### Kroatien
- Dubrovnik, Republik Ragusa, Festungsstadt (Stadtstaat)
- Dvor, Festung Gvozdansko nahe Stadt Dvor
- Hvar (Stadt), Festungsstadt Hvar auf Insel Hvar
  - Hvar (Stadt), Festung Španjola (Spanische Festung), Zitadelle der Stadt
  - Hvar (Stadt), kleine "Festung Napoleon" (1811), auf dem Berg der sich östlich der Festung Španjola bis auf 228 m. ü. NN erhebt, darin heute Observatorium der Uni Zagreb
  - Hvar (Stadt), Batterie "Baterija Andreas Hofer"(1811), Ruine, auf dem "Križni rat"(Kreuzkap), Sicherung des Hafens von Hvar
  - Hvar (Stadt), Festung Veneranda (1811), an Westseite des Hafens von Hvar auf dem Berg Sveta Katarina (Heilige Katharina), Veranstaltungsgelände
  - Hvar (Stadt), Insel Gališnik in Hafeneinfahrt, Inselfestung Gališnik (1831), seit 1866 aufgelassen
- Karlovac, Festung Karlovac nahe bei Zagreb
- Klis, Festung Klis nahe Klis bei Split
- Prevlaka (Halbinsel): Ponta Oštra auf der Halbinsel
- Senj, Festung Nehaj bei Senj
- Šibenik, vier Festungen als Teil des Weltkulturerbes:
  - Inselfestung St. Nikolaus
  - Festung St. Michael (oder hl. Anna)
  - Festung Šubicevac (Baron)
  - Festung St. Johannes
- Ston, Veliki Ston, Festungsstadt
- Zadar, als Festungsstadt Weltkulturerbe

### Lettland
- Alūksne, ehem. Festungsanlage Marienburg, Ruine, Liste der im Großen Nordischen Krieg belagerten Festungen
- Bauska/Bauske, ehem. Festungsstadt
- Bauska/Bauske, Festung Schloss Bauska, ehem. bastionierte Burg mit Geschütztürmen
- Daugavpils, Zitadelle Dünaburg (Festungsstadt) in Daugavpils, vollständig erhaltene sehr große Festung des 19. Jh.
- Jelgava/Mitau, ehem. Festungsstadt, siehe Belagerung von Mitau
  - Jelgava/Mitau, ehem. bastioniertes Wasserschloss Mitau
- Koknese, Festung Burg Kokenhusen, bastionierte Burg, Ruine
- Liepāja/Liebau, OT Karosta, ehem. Festungsstadt Liebau, Festungsanlagen und Forts des ehem. russischen Kriegshafens Karosta (9 Festungsteile, davon zwei direkt am Hafen) bei Stadt Liepāja
- Riga, ehem. Festungsstadt (ab 1684) mit Zitadelle, siehe Belagerung von Riga (1700)
  - Riga, ehem. Kobernschanze (auch: Koberschanze) am linken Ufer der Düna bei Riga, ehem. Vorwerk der Festungsstadt Riga
  - Riga, OT Daugavgrīva/Dünaumünde, Festung Dünaumünde

### Litauen
- Biržai/Birsen, Festung Altes Schloss Birsen, bastioniertes Schloss, Wall- und Grabenanlagen erhalten, siehe Liste der im Großen Nordischen Krieg belagerten Festungen
- Kaunas, ehem. Festungsstadt Kaunas mit Ring aus neun Forts, Museum im Fort 9
- Kaunas, Burgruine Kaunas, rondellierte Burg
- Klaipėda, ehem. Festungsstadt Klaipėda
- Klaipėda, Ruine Memelburg in Klaipėda, bastionierte Burg, Erdbastionen, Wassergräben und Ausgrabungsstätte erhalten
- Trakai, Wasserburg Trakai mit Geschütztürmen und Kasematten
- Vilnius, Burg Vilnius

### Luxemburg
- Luxemburg (Stadt), Bundesfestung Luxemburg mit:
  - Luxemburg (Stadt), Corniche
  - Luxemburg (Stadt), Kasematten der Stadt Luxemburg
  - Luxemburg (Stadt), Fort Thüngen
  - Luxemburg (Stadt), Heiliggeist-Zitadelle
  - Luxemburg (Stadt), Spanische Türmchen
  - Luxemburg (Stadt), Fort und Turm Vauban der Festung Luxemburg
- Vianden, Burg Vianden

### Malta
- Gozo, Insel, Fort Chambray auf Insel Gozo
- Gozo, Insel Gozo, Stadt Victoria (Malta), Zitadelle von Victoria
- Grand Harbour, Fort Ricasoli in Grand Harbour
- Grand Harbour, Fort St. Rocco auf einer Landzunge nahe Grand Harbour
- Grand Harbour, Rinella Battery auf einer Landzunge nordöstlich der Einfahrt des Hafens Grand Harbour
- Gżira/Manoel Island, Insel, Fort Manoel auf Insel Gżira
- Marsamxett Harbour, Cambridge Battery und Fort Tigne auf der Dragut’s Point genannten Landzunge nördlich der Einfahrt des Hafens Marsamxett Harbour
- Marsamxett Harbour, Garden Battery am Hafen Marsamxett Harbour
- Marsaskala, Riħama Battery an der St Thomas Bay
- Marsaskala Bay, Żonqor Battery ca. 500 m nördlich der Marsaskala Bay und 0,9 km westlich von Żonqor Point
- Marsaxlokk, Bucht, Fort St Lucian (auch: Fort de Rohan) in der Bucht von Marsaxlokk
- Marsaxlokk, Bucht, Fort Delimara in der Bucht von Marsaxlokk
- Mdina
- Nordostküste Maltas, Delle Grazie Battery an der Nordostküste der Insel ca. 3,1 km südöstlich von Fort St Elmo und 7,6 km nördlich von Delimara Point
- Nordostküste Maltas, Fort St Leonardo an der Nordostküste der Insel ca. 4,6 km südöstlich von Fort St Elmo und 6,6 km nördlich von Delimara Point
- Pembroke (Malta), Fort Pembroke
- Senglea, Fort St. Michael in Senglea
- Sliema, Fort Sliema
- St. Thomas Bay nahe Marsaskala, St Pauls Battery in St. Thomas Bay
- unbekannter Ort, Festung Endina
- unbekannter Ort, Fort Bengisha
- unbekannter Ort, Fort Bingemma
- unbekannter Ort, Fort Campell
- unbekannter Ort, Fort Madliena
- unbekannter Ort, Fort Tas-Silg
- unbekannter Ort, Pembroke Battery
- unbekannter Ort, Spinola Battery
- unbekannter Ort, Wolseley Battery
- Valletta, Festungsstadt mit
  - Valletta, Fort St Elmo
- verschiedene Orte, sechs Wignacourt Towers u. a. in Malta, Insel Gozo und Insel Comino
- verschiedene Orte, dreizehn De Redin Towers
- verschiedene Orte, neun Lascaris Towers
- Vittoriosa/Birgu, Fort St. Angelo in Vittoriosa

### Monaco
- Monaco (Stadt), Fürstenpalast in Monaco, ehem. genuesische Festung, teilerhalten

### Montenegro
- Kotor, Festungsstadt ist Weltkulturerbe

### Niederlande
- Amsterdam, Stellung von Amsterdam, Fortgürtel und Batterien um Amsterdam herum
  - Amsterdam, Insel Pampus, künstliche Insel vor Amsterdam, Inselfort Pampus, bemerkenswerte Anlage
- Arnhem, ehem. bastionierte Wasserburg Arnhem am Fluss Waal
- Breda, ehem. Festungsstadt Breda, und ehem. 37 Außenforts, Teile erhalten, mit zitadellenartigem
  - Breda, „Kastell Breda“ (erhalten)
- Brielle, ehem. Festungsstadt, Teile der Anlagen blieben erhalten
- Coevorden, ehem. Festungsstadt
- Den Helder, Fort Kijkduin in Den Helder
- Doesburg, Festungsstadt
- Doornenburg, Fort Pannerden in der Gabelung von Pannerdens-Kanal bei Doornenburg
- Eindhoven, ehem. Festungsstadt
- Elburg, Festungsstadt
- Enkhuizen, ehem. Festungsstadt, Reste vorhanden
- Goeree-Overflakkee, Insel, Ort Oostflakkee, Ortsteil Ooltgensplaat, im Osten der ehemaligen Gemeinde am Volkerrak, ehem. Fort Ooltgensplaat (bis 1811 in Betrieb), siehe auch Befestigungsanlagen am Hollands Diep und am Volkerak
- Goes, ehem. Festungsstadt mit zwei Schanzen an Kanalmündung in die Oosterschelde, u. a. Reste der Anlagen der „Westerschans“ erhalten
- Gooise Meren, OT Naarden, Festungsstadt Naarden
- Groenlo/Grolle, ehem. Festungsstadt mit Belagerungsschanzen, siehe Belagerung von Groenlo (1597)
- Hellevoetsluis, Festungsstadt mit Kriegshafen
- Hulst, ehem. Festungsstadt, Festungswälle, Tor „de Gentse Poort“ und große Teile der Stadtmauern erhalten
- IJsselmeer, Abschlussdeich am IJsselmeer mit den Festungen:
  - Den Oever
  - Kornwerderzand
- Maastricht, ehem. Festungsstadt, Teile erhalten, mit:
  - Maastricht, ehem. Linie von Dumoulin bei Maastricht
  - Sint Pietersberg, Fort St. Pieter (Ruine) auf dem Sint Pietersberg nahe Maastricht
- Middelburg, ehem. Festungsstadt, Wallanlagen erhalten
- Middelburg, ehem. zwei Schanzen an Kanalmündung in die Westerschelde
- Reiderland, ehem. Festung Neuschanz („Nieuweschans“ oder „Langackerschanze“) in Reiderland, Reste erhalten
- Roermond, ehem. Festungsstadt, Reste erhalten
- Schouwen-Duiveland, Insel/ehem. Insel Bommenee, ehem. Inselfestung u. Ortschaft Bommenede auf ehem. Insel Bommenee, heute Insel Schouwen-Duiveland, Festung abgebildet von Frans Hogenberg
- ’s-Hertogenbosch, Zitadelle von ’s-Hertogenbosch
- Sluis, Festungsstadt, Teile gut erhalten
- Terneuzen, OT Sas van Gent, ehem. Festungsstadt mit Zitadelle und Außenfort
- Texel, Insel, ehem. Befestigungsanlagen und eine Schanze auf Insel Texel
  - Texel, Ort Oudeschild, Reste des Fort De Schans
  - Texel, Ort De Cocksdorp, Bunker des Atlantikwalles
- Tholen, Insel, Stadt Tholen, ehem. Festungsstadt mit Brückenkopf, erhebliche Teile der Wall- und Grabenanlagen mit Bastionen erhalten
- Utrecht, ehem. Festungsstadt mit
  - Utrecht, ehem. Zitadelle Vredenburg (geschleift nach 1576)
- Veere, ehem. Festungsstadt, Wall- und Grabenanlagen größtenteils erhalten, eine Rundbastion an Hafeneinfahrt
- Venlo, ehem. Festungsstadt mit Außenforts:
  - Venlo, ehem. spanisches Fort St. Michael, geringe Reste
  - Venlo, ehem. Fort Keulen
  - Venlo, ehem. Fort Beerendonk
  - Venlo, ehem. Fort Ginkel
- Verschiedene Orte, Atlantikwall von den deutschen Besatzern im Zweiten Weltkrieg errichtet
  - Schiermonnikoog, Insel, Bunkerdorf „Schlei“ mit Radarposten nordöstlich von Ort Schiermonnikoog
  - Terschelling, Insel, ehem. Radarstation „Tiger“ und etliche Bunkerruinen, Atlantikwall auf Terschelling
  - Texel, Ort De Cocksdorp, Bunker des Atlantikwalles
- Verschiedene Orte, Befestigungsanlagen der Holländische Wasserlinie
- Verschiedene Orte, Befestigungsanlagen am Hollands Diep und am Volkerak mit:
  - Haaren, Fort Bovensluis (Oberschleuse), (auch: Fort Haaren)
  - Moerdijk, Stadtteil Klundert, ehem. Festungsstadt
  - Moerdijk, Stadtteil Willemstad, restaurierte Festung Willemstad, Festungsstadt
  - Numansdorp, Fort Buitensluis (Außenschleuse)
  - Overflakke, Fort Prinz Frederik zu Ooltgensplaat (auch: Fort Duquesne)
  - Sabrina Hendrik Polder, Fort De Ruyter
  - unbekannter Ort, Fort De Hel (vormals Fort Anna oder Fort L’Enfer)
- Verschiedene Orte, Festung Holland
- Verschiedene Orte, Grebbe-Linie
- Verschiedene Orte, Holländische Wasserlinie
- Verschiedene Orte, Maaslinie
- Verschiedene Orte, Peel-Raam-Stellung
- Vlagtwedde, OT Bourtange, Festung Bourtange, komplett wiederhergestellte bemerkenswerte Talfestung der Renaissance- und Barockzeit mit doppelten Wassergräben und Zwischenwerken
- Vlissingen, ehem. Festungsstadt mit vorgelagertem Fort Ramekens
- Vlissingen, Ort Ritthem, Seefestung Fort Rammekens bei Ritthem
- Waal (Fluss), unbekannter Ort, ehem. Schanze Amelia
- Waal (Fluss), unbekannter Ort, ehem. Neue Schenkenschanze („Nieuw Schenckenschans“)
- Wachtendonk, ehem. Festungsstadt mit:
  - Wachtendonk, zitadellenartige Burg Wachtendonk, Ruine
- Zutphen, ehem. Festungsstadt
- Zwolle, ehem. Festungsstadt

### Norwegen
- Bergen, Festung Bergenhus
- Eidsberg, Fort Høytorp, Museum
- Halden, Festung Fredriksten, Museum
- Kongsvinger, Ortsteil Tråstad, Festung Kongsvinger
- Kristiansand (auch: Christiansand oder Christianssand), Befestigungsanlagen zum Schutz des Hafens von Kristiansand:
  - Kristiansholm, erhaltene Festung Christiansholm auf Insel Christiansholm
  - Kristiansand, Insel Møvik bei Kristiansand, deutsche Befestigungsanlage der 40er Jahre, heute Kanonenmuseum
  - Flekkerøya, Fort Fredriksholm (ab 1662) nahe Flekkerøya, teilzerstört
  - Flekkerøya, Küstenbatterie mit der 3. Batterie der Marine-Artillerie-Abteilung 502 beim Kommandanten der Seeverteidigung Kristiansand-Süd
  - Gammeløya, Insel, Ort Flekkerøya, ehem. Inselfestung Fort Flekkerhus (1555–1635), ab 1635 überbaut von Fort Christiansø
- Hegra, Festung Hegra östlich von Stjørdal, Ruine
- Krøttøya, Insel, Gemeinde Harstad, Festung Meløyvær
- Oslo/ehem. Christiania, ehem. Festungsstadt Christiania mit Bastionen
- Oslo, Festung Akershus
- Oslofjord, Inseln Nord- und Süd-Kaholmen, Festung Oscarsborg auf den Inseln Nord- und Süd-Kaholmen im Oslofjord westlich von Drøbak, mit
  - Drøbak, Batterie Veisving in Drobak und weiteren Batteriestellungen
- Sotra, Insel, Festung Fjell
- Stavern, ehem. Fort in Stavern und Batteriestellungen
- Stjørdal, Inselfestung Steinvikholmen, Ruine, bei Stjørdal
- Trøgstad, Fort Trøgstad mit befestigten Brückenköpfen bei Fossum und Lagna
- Trondheim, Festung Kristiansten in Trondheim
- Trondheim, Inselfestung Munkholmen bei Trondheim
- Vardøya, Insel, Inselfestung Vardøhus, nördlichste Festung der Welt
- Verschiedene Orte, Atlantikwall von den deutschen Besatzern im Zweiten Weltkrieg errichtet
  - Harstad, Küstenbatterie von Trondenes nahe Harstad, Artilleriebunker mit vier erhaltenen Geschützen Typ 40,6-cm-Schnelladekanone C/34, Bunker der Kanone "Barbara" mit Museum

### Österreich
- Alpl (Pass), ehem. Alpler Schanz, geringe Reste, in der Steiermark
- Bernstein, Burg Bernstein, Festungsausbau 16. Jh., im Burgenland
- Bisamberg bei Wien, Schanzen auf dem Bisamberg mit den Alten Schanzen bei Stammersdorf, vier Schanzen von 1866 mit den Festungswerken „3-6“ und „10-13“, in Niederösterreich
- Bruckneudorf, Bunkeranlage Ungerberg (Feste Anlage Ungerberg 3, abgekürzt FAN U3), im Burgenland
- Ebreichsdorf, Schloss Ebreichsdorf, Wasserschloss mit ehemals 5 Bastionen (ab 1704?), davon Reste einer Bastion neben der Schloßbrücke erhalten, Niederösterreich
- Falkenstein (Niederösterreich), Burg Falkenstein (Niederösterreich), rondellierte Burg, Ruine
- Forchtenstein, Burg Forchtenstein, im Burgenland
- Graz, Grazer Schloßberg, Kasematten erhalten, in der Steiermark
- Graz, OT Gösting, Burgruine Gösting, Festungsanlage, in der Steiermark
- Guntersdorf, Schloss Guntersdorf, ehem. bastioniertes Wasserschloss der Frührenaissance, die Frührenaissance-Bastionen wurden abgetragen, in Niederösterreich
- Güssing, Burg Güssing, Festungsanlage, im Burgenland
- Hochosterwitz, Burg Hochosterwitz in Kärnten
- Klagenfurt, ehem. Festungsstadt
- Kottingbrunn, Festung und Schloss Kottingbrunn, Wasserburg die im 15.–16. Jh. zur Frührenaissance-Festung umgebaut wurde/bemerkenswerte Anlage, weitgehend erhalten direkt neben dem Barockschloss, in Niederösterreich
- Kufstein, Festung Kufstein in Tirol
- Linz, Befestigungslinie Turmbefestigung Linz, in Oberösterreich mit:
  - Linz, Burschenschafterturm
- Mannersdorf am Leithagebirge, Burg Scharfeneck auf dem Leithagebirge, noch burgartige große gotische Festungsanlage, Ruine, in Niederösterreich
- Nauders, Straßensperre Nauders (auch: „Sperre Hochfinstermünz“) in Nordtirol
- Neufelden, Burg Pürnstein, rondellierte Burg, Oberösterreich
- Pöggstall, Schloss Pöggstall, auch Schloss Roggendorf oder Schloss Rogendorf, Burg mit rondellartiger Barbakane/Torburg, Niederösterreich
- Pöls-Oberkurzheim, OT. Pöls, Gebäude „Sternschanze“ Sauerbrunn oberhalb von Schloss Sauerbrunn, Steiermark
- Rappottenstein, Burg Rappottenstein, Festungsausbau im 16. bis 18. Jh., in Niederösterreich
- Reutte, Festungsensemble bei Reutte, in Tirol:
  - Reutte, Burg Ehrenberg, bastionierte Burg
  - Reutte, Ehrenberger Klause, ehem. bastionierte Klause am Katzenberg
  - Reutte, Fort Claudia, (auch: „Hochschanz“)
  - Reutte, barocke Festung Schlosskopf
- Riegersburg, Riegersburg, im 15. bis 17. Jh. Ausbau zur Festung, in der Steiermark
- Salzburg, Befestigungen der Stadt Salzburg mit:
  - Salzburg, Festung Hohensalzburg, Bundesland Salzburg
- Sankt Gilgen, OT Franzosenschanze, ehem. Franzosenschanze, im Land Salzburg
- Sankt Pölten, St. Pöltner Stadtmauer, ehem. Festungsstadt, Niederösterreich
- Scharnitzpass, Porta Claudia und Leutascher Schanze am Scharnitzpass, in Tirol
- Seibersdorf, Schloss Seibersdorf, kleines Fort um barockes Schloss, Niederösterreich
- Strub, Pass Strub, Festung Pass Strub, im Land Salzburg
- verschiedene Orte, geplante Alpenfestung
- verschiedene Orte, Feldbefestigung Kuruzzenschanze, in Niederösterreich und im Burgenland
- verschiedene Orte, Südostwall
- verschiedene Orte, Verteidigungsgürtel um Wien, insgesamt ehem. 31 Festungswerke, mit Schanzen/Anlagen bei
  - Bisamberg, in Niederösterreich
  - Langenzersdorf, in Niederösterreich
  - Wien, Auengebiet Lobau, größtenteils Bundesland Wien
  - Wien, OT Aspern, im Bundesland Wien
  - Wien, OT Freudenau, in der Freudenau, Bundesland Wien
  - Wien, OT Hirschstetten, Bundesland Wien
  - Wien, OT Kagran, Bundesland Wien
  - Wien, OT Leopoldau, Bundesland Wien
  - Wien, OT Stammersdorf, Alte Schanzen (Stammersdorf), Bundesland Wien
- Werfen, Festung Hohenwerfen im Bundesland Salzburg
- Wien, Festung Wien (geschleift 1864), Bundesland Wien
  - Wien, ehem. Wasserglacis, Teil der Festung Wien
- Wien, Wiener Flaktürme, Bundesland Wien
- Wien, OT Rothneusiedl, ehem. Festungsturm von Rothneusiedl, abgetragen, Bundesland Wien
- Wien, OT Simmering, Befestigungsanlage am Schloss Neugebäude, festungsartiger Mauerzug mit vielen Wehrtürmen, Bundesland Wien
- Wiener Neustadt, ehem. Festungsstadt, Kasematten zu besichtigen, in Niederösterreich
- Wilfersdorf, Schloss Wilfersdorf, ehem. bastioniertes Renaissance-Schloss, Spuren der Bastionen im Park erhalten, in Niederösterreich

### Polen
- Brzeg/Brieg, ehem. Festungsstadt in Niederschlesien
- Dęblin/Demblin, ehem. russische Festungsstadt mit Zitadelle
- Drezdenko/Driesen, ehem. Festung Schloss Driesen, bastioniertes Schloss, kurbrandenburgische Festung, geschleift 1765
- Elbląg/Elbing, ehem. Festungsstadt
- Szkarpawa/Elbinger Weichsel, Fort in Flussgabelung nordöstlich vom Danziger Haupt im 17. Jh. (siehe historische Karte im Artikel Danziger Haupt), nordwestlich von Fürstenwerder und westlich von "Lankenhoff"
- Ełk/Lyck, ehem. Festungsstadt in Masuren
- Gdańsk/Danzig, ehem. Festungsstadt mit:
  - Gdańsk/Danzig, Zitadelle Weichselmünde in Danzig
  - Gdańsk/Danzig, OT. Głowa Gdańska/Danziger Haupt, ehem. Festung des 17. Jh., geschleift
  - Gdańsk/Danzig, OT Góra Gradowa/Hagelsberg, Fort Hagelsberg (oder Fort Góry Gradowej oder Fort Grodzisko), siehe auch Danziger Infanterie-Regiment Nr. 128
  - Gdańsk/Danzig, OT Biskupia Górka/Bischofsberg, Fort Bischofsberg, Reste vorhanden
  - Gdańsk/Danzig, ehem. Vistulamouth Fortress (1482–1800), Ausstellung im historischen Museum Danzig
  - Gdańsk/Danzig, Westerplatte, Befestigungsanlagen Westerplatte bei Danzig
- Giżycko/Lötzen (zeitweise Gmina Giżycko), Feste Boyen
- Głogów/Glogau, Festung Glogau, ehem. Festungsstadt, geschleift, Grabenanlagen und Artillerieturm erhalten
- Grudziądz/Graudenz, Festung Graudenz, ehem. Festungsstadt
- Hela, Halbinsel Hela, Befestigungsanlagen auf Halbinsel Hela nahe Stadt Hel, u. a. Batterie „Heliodor Laskowski“ an der Inselspitze, Batterie „Schleswig Holstein“ und Feuerleitturm „Mäuseturm“. heute restauriert und „Museum der Verteidigung der Polnischen Küste (Muzeum Obrony Wybrzeża)“
- Kętrzyn/Rastenburg, OT Gierłoż, Führerhauptquartier Wolfsschanze in Masuren, Bunkeranlagen, Museum
- Kłodzko/Glatz, Bergfestung Glatz, Museum
- Kołobrzeg/Kolberg, Festung Kolberg, etliche Anlagen erhalten, so „Fort Münde“ mit dem darauf gebauten Leuchtturm
- Kostrzyn nad Odrą/Küstrin, Festungsstadt Festung Küstrin (Altstadt Küstrin), ehem. mit Zitadelle und einfachem Ring aus detachierten Forts
  - Czarnów bei Küstrin, Fort Tschernow, ehem. Außenfort der Festung Küstrin
  - Żabice bei Küstrin, Fort Säbzig, ehem. Außenfort der Festung Küstrin
- Koźle/Cosel (oder Kosel), Festung Cosel, ehem. Festungsstadt, geschleift
- Krakau, bastionierte Burg Wawel
- Krakau, ehem. Festungsstadt mit Barbakane
- Malbork/Marienburg, ehem. Festungsstadt des 15. bis 17. Jh., Teile erhalten, so Recketurm, Buttermilchturm und Töpfertor
- Malbork/Marienburg, Marienburg (Ordensburg) in gotische Burg, größter Backsteinbau Europas, festungsartig ausgebaut im 14. bis 16. Jh., nach Zerstörungen komplett wiederaufgebaut, Museum
- Mątowski Cypel/Montauer Spitze oder Nogathaupt, Teil der Landgemeinde Sztum (Stuhm), ehem. Festung/Fort Nogathaupt, errichtet und geschleift im 17. Jh. durch Schweden am Abzweig der Nogat von der Weichsel
- Mława, Mława-Stellung nördlich von Mława
- Nowy Dwór Mazowiecki, Festung Modlin am Zusammenfluss von Weichsel und Bug
- Nowy Wiśnicz, bastioniertes Schloss
- Nysa/Neiße, ehem. Festungsstadt Festung Neiße, geschleift, mit
  - Nysa, Fort Preußen der Festung Neiße ist erhalten
- Osowiec-Twierdza/Ossowitz, Festung Ossowitz, u. a. „Fort II Zarzeczny“ erhalten
- Pisz/Johannisburg, deutsche Bunkeranlagen "Regelbau 502" oder "Stützpunkt Johannisburg"
- Poznań/Posen, Festung Posen in und um Posen mit:
  - Poznań/Posen, Zitadelle Posen, Militärmuseum
  - Poznań/Posen, Fort VII in Posen (auch: Fort Colomb)
- Przemyśl, ehem. habsburgische Festungsstadt Przemyśl mit Fort-Ring, siehe Przemyśl fortress
- Samborowo/(Königlich) Bergfriede bei Osterode i. Ostpr., mit noch existierenden Blockhäusern befestigte Brücke aus deutscher Zeit (um 1900)
- Sarbinowo (Dębno), Fort Zorndorf, Außenort der Festung Küstrin
- Stoszowice, OT Srebrna Góra/Silberberg, Festung Silberberg
- Świdnica/Schweidnitz, ehem. Festungsstadt mit vier Außenforts, Reste vorhanden (Bastion Strzegomska), siehe auch Belagerungen von Schweidnitz im Siebenjährigen Krieg
- Świnoujście/Swinemünde, Festung Swinemünde, Festung an der Swinemündung auf Insel Wollin polnisch:Wolin, 1 Fort abgetragen, 3 Forts erhalten, Museen, Fort Engelsburg ist eine Zirkularfestung
- Szczecin/Stettin, Festung Stettin, ehem. Stadtfestung, geschleift, Königstor (Stettin) und Berliner Tor (Stettin) erhalten, siehe Belagerung von Stettin (1713)
- Tczew/Dirschau, ab 1815 entfestigte Festungsstadt Dirschau
- Toruń/Thorn, Festungsstadt Festung Thorn mit
  - Toruń, Fort IV der Festung in Toruń
- Ujazd (Iwaniska), Schloss Krzyżtopór ca. 40 km westlich von Sandomierz, bastioniertes Schloss, Ruine
- verschiedene Orte in Westpolen, sogenannter Ostwall
- verschiedene Orte, Pommernwall (1932–1945)
- verschiedene Orte, Festung Großraum Warschau („polnisches Festungsdreieck“):
  - Nowy Dwór Mazowiecki, Festung Modlin
  - Warschau, Festung Warschau
  - Zegrze, Festung Zegrze nördlich von Warschau, zwei Festungsanlagen:
  - Zegrze, ehemaliges Fort Dębe am Fluss Narew nordwestlich der Festung Zegrze
- Warschau, Festung Warschau, u. a. mit:
  - Warschau, OT Żoliborz, Zitadelle Warschau (eine der besterhaltenen Zitadellen Europas) und einem Fortring:
  - Warschau, OT Mokotów-Sadyba, Fort IX der Festung Warschau
  - Warschau, OT Ochota, Fort Tscha der Festung Warschau
  - Warschau, Fort Tscha-M der Festung Warschau südwestlich der Altstadt
  - Warschau, OT Mokotów, Fort M der Festung Warschau an der Racławicka-Straße (Nr. 99)
  - Warschau, OT Mokotów-Stegny, Fort Tsche der Festung Warschau an der Idzikowskiego-Straße
  - Warschau, OT Włochy, Fort V der Festung Warschau
  - Warschau, OT Włochy, Fort VI der Festung Warschau
  - Warschau, OT Włochy, Fort VII der Festung Warschau in unmittelbarer Nähe des Abfertigungsgebäudes des Chopin-Flughafens
  - Warschau, Fort VIIA der Festung Warschau an der Allee „Aleja Lotników“, Straße Modzelewskiego und Straße Smyczkowa
  - Warschau, OT Ursynów, Fort VIII der Festung Warschau am Rande einer Anhöhe zwischen dem Weichseltal und der schmaleren Niederung des Służewiecki-Baches
  - Warschau, OT Mokotów-Sadyba, Fort IX der Festung Warschau, aktuell zwei Museen
  - Warschau, OT Mokotów-Siekierki, Fort X der Festung Warschau, nur Wallanlagen erhalten, BMX-Crossstrecke
  - Warschau, OT Wawer, Fort Wawer, komplett geschleift
- Wrocław/Breslau, ehem. Festungsstadt Breslau, Reste von Bastionen an Partisanen-Höhe und Polnischer Höhe erhalten
- Zegrze, Festung Zegrze nördlich von Warschau, zwei Festungsanlagen:
  - Zegrze, Fort Dębe, ehem. Fort am Fluss Narew nordwestlich der Festung Zegrze in Richtung der Festung Modlin
  - Zegrze, Große Feste der Festung Zegrze und
  - Zegrze, Kleine Feste der Festung Zegrze

### Portugal
- Almeida (Portugal), Festungsstadt Almeida mit Schlossruine
- Lissabon, Torre de Belém in Lissabon
- Porto, Castelo do Queijo (auch: Forte de São Francisco Xavier) bei Porto
- Sacavém, Forte de Sacavém (auch: „Reduto de Monte Cintra“) in Sacavém
- Sagres, Fortaleza de Sagres in Sagres am Ponta de Sagres

### Rumänien
- Alba Iulia, Zitadelle Alba Carolina in Alba Iulia
- Arad, Festung Arad
- Bukarest, Festung Bukarest, ein ringförmiger Komplex aus 35 Festungen, der am Ende des 19. Jahrhunderts auf einer Länge von rund 120 km um der rumänischen Hauptstadt gebaut wurde
- Râșnov/Rosenau, sogenannte Bauernburg (Râșnov)
- Timișoara/Temeschburg, Festung Temesvár in Timișoara, siehe auch Cetate (Timișoara), erhalten in Teilen, so die Maria-Theresia-Bastion

### Schweden
- Boden, Festung Boden mit fünf Forts und Batteriestellungen bei Boden, Batteriestellung „Svedjeberget“ mit Museum
- Gävle/Gäfle, Fredriksskans Festung, ehem. Inselfestung nahe Gävle, geschleift
- Göteborg, ehem. Festungsstadt
- Göteborg, Festung Älvsborg (Älfsburg oder Alte Älfsburg), Ruine nahe Göteborg
- Göteborg, Insel Kyrkogårdsholmen, Inselfestung Nya Elfsborg (Neue Älfsburg), an Hafeneinfahrt Göteborg
- Göteborg, "Kruthustorget", Kastell "Der Löwe", 1689
- Göteborg, "Skanstorget", Kastell "Die Krone", 1697, heute Militärmuseum
- Gotland, Insel, Befestigungsanlagen auf Insel Gotland: Bunker, Küstenbatterien sowie:
  - Enholmen, Insel, Inselfestung Enholmen (Enholmens fästning/ehem. „Karlsvärds fästning“), an der Küste Gotlands
  - Fårösund, ehem. Festung Fårösund, Ruinen und Artilleriemuseum, entlang des gleichnamigen Sundes auf Gotland
  - Tingstäde, Festungsanlagen bei Tingstäde auf Gotland
  - Visby, Festungsstadt Visby: Stadtmauer Visby mit einbezogener Festungsruine Visborg und Bunkern des 20. Jh., auf Gotland
- Helsingborg, ehem. Festungsstadt mit einbezogener Burg Helsingborg
- Hemsö, Insel, Festungsmuseum Festung Hemsö auf Insel Hemsö 20 km nördlich von Härnösand
- Kalmar, Schloss Kalmar
- Karlsborg, Festung Karlsborg, Museum
- Karlskrona, ehem. Festungsstadt (1683–1687 errichtet)
  - Karlskrona, ehem. Festung Drottningskär (ab 1694)
- Laholm, ehem. Festung Lagaholm in Provinz Halland im Ort Laholm auf einer Insel im Fluss Lagan, Reste erhalten
- Landskrona, ehem. Festungsstadt
  - Landskrona, Zitadelle Landskrona, ehemaliges Burgschloss (1549–1560) mit vier Geschütztürmen an den Ecken
  - Landskrona, Inselfestung Gråen vor der Stadt Landskrona
- Marstrand, Festung Carlsten in Marstrand, Museum und Hotel
- Malmö, Inselfestung Malmöhus (Malmöhus Slott), Burgschloss mit Geschützturm, vor Malmö
- Öland, Insel, Stadt Borgholm, Festung Schloss Borgholm, Ruine nahe Borgholm an Westseite der Insel Öland
- Strängnäs (Gemeinde), Schloss Gripsholm, ehem. Renaissanceburg mit Geschütztürmen (umgebaut)
- Tumba, OT Botkyrka, Näs-Schanze („Nässkanzen“), ehem. barocke Festungsanlage
- Vadstena am See Vättern, Schloss Vadstena, Renaissancefestung mit Geschütztürmen
- Varberg, Festung Varberg am Hafen der Stadt Varberg
- Vaxholm, Insel Vaxholmen vor Stadt Vaxholm, Inselfestung Vaxholm, Zitadelle von Vaxholm
  - Vaxholm, Festung Oskar-Fredriksborg bei Vaxholm
  - Värmdö, Festung Fredriksborg in Värmdo nahe Stockholm
- verschiedene Orte, Per-Albin-Linie an der West- und Südküste von Südschweden in den Regionen Halland, Schonen und Blekinge
- verschiedene Orte, innere Vaxholmslinie von Värmdö bis Lillskär
- verschiedene Orte, äußere Vaxholmslinie (1924–1926) im mittleren Schärengarten: fünf Minensperren, zwei Befestigungen sowie drei Batterien, siehe Festung Oskar-Fredriksborg

### Serbien
- Belgrad, Festung von Belgrad, ehem. Festungsstadt
- Novi Sad, Festung Pedrovaradin in Novi Sad

### Slowakei
- Bratislava, Burg Bratislava, bastionierte Burg
- Komárno/Komarom, Festungsanlagen Komárno, Renaissancefestung und Anlagen des 17. Jh.
- Leopoldov/Leopoldstadt, Festung Leopoldov/(Festung Leopoldstadt)
- Nové Zámky, Festung Nové Zámky (Castrum Novum) in der Südslowakei
- Štúrovo/Gockern, ehem. türkische Festungsstadt Štúrovo/(slow. auch: Parkany)/dt.: Gockern, an der Donau gegenüber Esztergom

### Slowenien
- Bovec, Flitscher Klause (Trdnjava Kluže) bei Bovec
- Bovec, Fort Hermann bei Bovec

### Spanien
- Alicante, Festung von Alicante
- Ávila
- Badajoz, ehem. Festungsstadt Badajoz, Reste vorhanden
  - Badajoz, Fuerte de Pardaleras, Ruine
  - Badajoz, Montemolín-Castillo
  - Badajoz, ehem. Fort St. Cristoval (Brückenkopf der Stadt)
- Barcelona, Festung Montjuïc in Barcelona
- Cádiz, Festung von Cádiz
- Ciudad Rodrigo, erhaltene Festungsstadt
- Coca, Festung Coca
- Girona, ehem. Festungsstadt Girona (geschleift) mit
  - Girona, Montjuich-Hügel, ehem. Castello de Monjuic mit Gironella Schanze und Fort Montjuich, Ruine auf dem Montjuich-Hügel
  - Girona, ehem. Fort Constable (Girona)
  - Girona, ehem. Fort Queen Anne
  - Girona, ehem. Fort St. Luis im Norden der Stadt
  - Girona, ehem. Redoute San Juan
  - Girona, ehem. Redoute St. Daniel im Osten der Stadt
  - Girona, St. Narciso im Osten der Stadt
- Grenada, Alhambra („rote Festung“) in Granada
- Jaca, Zitadelle von Jaca, auch „Castillo de San Pedro“
- Kanarische Inseln, Anlagen auf den Kanaren:
  - El Hierro (Insel der Kanaren): keine Festungen vorhanden
  - Teneriffa (Insel der Kanaren):
    - Puerto de La Cruz, erhaltene Bateria de Santa Barbara am Fischereihafen von Puerto Nuevo
    - Puerto de la Cruz, Castillo San Felipe an der Mündung des Barranco Felipe
    - Puerto de la Cruz, Bateria San Telmo bei San Telmo
    - Puerto de la Cruz, Bateria San Carlos am unteren Bereich des Barranco Martiánez
    - San Andrés (Teneriffa), Ruine des Castillo de San Andrés (Festungsturm) nahe der Nordostspitze von Teneriffa
    - Santa Cruz de Tenerife, Castillo de San Juan Bautista (Castillo Negro)
    - Santa Cruz de Tenerife, ehem. Castillo San Cristóbal, 1928 abgerissen (heute Plaza de la Candelaria), im gleichnamigen unterirdischen Museum wird die Kanone gezeigt durch die Lord Nelson einen Arm verlor. siehe Angriff auf Santa Cruz de Tenerife (1797)#Angriff auf das Castillo San Cristóbal und die Stadt
    - Santa Cruz de Tenerife, ehem. Castillo de Paso Alto an der Steilküste im Norden, abgerissen. siehe Angriff auf Santa Cruz de Tenerife (1797)#Erster Angriff auf die Befestigungsanlage Castillo del Paso Alto
    - Santa Cruz de Tenerife, mehrere ehem (?) Batteriestellungen
    - siehe Angriff auf Santa Cruz de Tenerife (1706) und Seeschlacht von Santa Cruz (1657)#Hafen
    - Garachico, darüber das Castillo de San Miguel

  - Fuerteventura (Insel der Kanaren):
    - Caleta de Fuste; früher auch: El Castillo (Feriendorf), runder Festungsturm Castillo de Fustes als Teil einer Schwimmanlage (13 km südlich von Puerto del Rosario)

  - Gran Canaria (Insel der Kanaren):
    - Agaete (Ort), abgegangene Festung
    - Bucht von Gando, Torre de Gando in der Bucht. Der Ort Gando liegt nördlich des Flughafens Gran Canaria
    - Las Palmas de Gran Canaria, Halbinsel La Isleta, Festung Castillo de la Luz, Museum
    - Telde, abgegangener Festungsturm

  - La Gomera (Insel der Kanaren):
    - San Sebastián, quadratischer Festungsturm
    - Torre del Conde auf Gomera

  - Lanzarote (Insel der Kanaren):
    - Arrecife, Castillo San José (Hungerburg) auf Halbinsel Cueva de Inés, internationales Museum zeitgenössischer Kunst
    - Arrecife, Castillo de San Gabriel auf vorgelagerter kleiner Insel "El Quemado", erreichbar über eine Zugbrücke, ethnografisches Museum
    - Rubicón, Ortschaft und Kastell abgegangen
    - Teguise, Castillo de Santa Bárbara (Lanzarote) auf dem Vulkan Guanapay über der Stadt. Piratenmuseum.

  - La Palma (Insel der Kanaren):
    - Santa Cruz de La Palma, Castillo de Santa Catalina
- Balearische Inseln, Anlagen auf den Balearen:
  - Cabrera (Insel der Balearen):
  - Dragonera (Insel der Balearen):
  - Formentera (Insel der Balearen):
  - Ibiza (Insel der Balearen):
  - Mallorca (Insel der Balearen):
    - Palma (de Mallorca), Festung Fortalesa de Sant Carles (früher: Castell de Portopi) am Hafen
    - Palma (de Mallorca), Castell de Bellver über der Stadt. Zirkularfestung

  - Menorca (Insel der Balearen):
    - Es Castell (Ort), Castillo de San Felipe de Menorca, Festung in Es Castell
    - Punta Prima, Torre de Son Ganxo, spanischer Geschützturm zur Küstenverteidigung
    - Sant Lluís, Torre d’Alcalfar, spanischer Geschützturm zur Küstenverteidigung
    - verschiedene Orte: etliche weitere britische Martello-Türme auf Insel Menorca:
    - Liste der Martello-Türme auf Menorca

  - Pantaleu (Insel der Balearen):
  - Pityusen (Inseln der Balearen):
- Pamplona, Zitadelle von Pamplona

### Tschechien
- Brno/Brünn, ehem. Festungsstadt mit
  - Brno/Brünn, Zitadelle Spielberg mitten in Brünn
- Cheb/Eger, Festung Burg Eger, Kaiserpfalz und Burg, Festungsausbau im 17. Jh., barocke Festung weitgehend erhalten und Museum mit zugänglichen Kasematten
- Chomutov/Komotau, Bunkerring nördlich um Komotau
- Chomutov/Komotau, Bunkermuseum nördlich von Komotau an Str. nach Blatno, Teil des Tschechoslowakischen Walles
- Dobrošov, Festung Dobrošov bei Dobrošov, Teil des Tschechoslowakischen Walls gegen Hitlerdeutschland
- Hradec Králové/Königgrätz, Festung Königgrätz, ehem. Festungsstadt Hradec Králové, 18.–19. Jh., geschleift
- Hukvaldy/Hochwald, Burg Hochwald südöstlich von Hukvaldy, zur Festung ausgebaute Burg, Ruine
- Jáchymov/Sankt Joachimsthal, Burg Freudenstein („Šlikův hrádek“), ehem. rondellierte Burg mit erhaltenem Batterieturm, Ruine über der Stadt an der Verbindungsstraße Jáchymov–Nové Město
- Jaroměř/Josefstadt, Festungsstadt Josefstadt
- Kadaň/Kaaden, ehem. Festungsstadt, erhebliche Teile der Stadtmauer, Niklasdorfer Torturm, etliche Rundbastionen und Barbakane „Saazer Tor“ erhalten
- Králíky/Grulich, Festungsanlagen "Hůrka"(nordöstlich von Králíky) und "Buda"(südwestlich von Králíky unter dem Berg Buda (845 m)), zwei Festungs- und Bunkermuseen bei Králíky, Teil des Tschechoslowakischen Walles. Festung Buda erreichbar über den Ort Lichkov.
- in Krkonoše südlich von Žacléř (Schatzlar), Fort Stachelberg. Teil des Tschechoslowakischen Walles. Bunkermuseum.
- Krupka/Graupen, Burg Graupen, Ruine, ehem. bastionierte Burg der Spätgotik
- Kynžvart/Königswart, ehem. Renaissancefestung (Wasserburg), umgebaut zu heutigem historistischem Schloss Kynžvart
- Mikulov, Gaisburg („Kozí hrádek“) über Mikulov ehem. kleine gotische Festung zum Schutz von Stadt und Schloss Nikolsburg, erhalten ist ein Turm, heute Aussichtsturm
- Mírov/Mürau, Burg und Festung Mírov, Barockfestung, heute Haftanstalt
- Olomouc/Olmütz, Festungsstadt Ölmütz, in Teilen erhalten
- Pardubice/Pardubitz, Festung Schloss Pardubice, bastioniertes Schloss, weitgehend erhalten
- Prag, südlich der Prager Neustadt, Burg und Festung Vyšehrad
- Přerov, Schwedenschanze „Zahonny-Berg“ („Švédské šance“), sog. Schwedenschanze von 1643, vier Kilometer südöstlich des Stadtzentrums von Přerov
- Rabí, Burg Rabí, im 15. u. 16. Jh. Festungsausbau, Ruine
- Slavkov u Brna/Austerlitz, bastioniertes Schloss
- Sovinec/Eulenberg, Eulenburg, zur Festung erweiterte Höhenburg
- Šternberk, Burg Český Šternberk, festungsartige Schlossanlage
- Švihov u Klatov/Schwihau, Festung Wasserburg Schwihau, spätgotischer Festungsausbau an der Wasserburg teilweise erhalten
- Tábor, ehem. Festungsstadt
- Teplice/Teplitz, Festung „Novy Hrad“ (Neue Burg), Burg Doubravská hora auf dem gleichnamigen Berg bei Teplitz, spätgotische Burg die im 17. Jh. zur barocken Festung umgebaut wurde, Festungsanlagen teilweise erhalten
- Terezín/Theresienstadt, erhaltene Festungsstadt Terezín mit Zitadelle
  - Terezín/Theresienstadt, Zitadelle von Terezin, ehem. NS-Gefängnis, heute Gedenkstätte/Museum, bemerkenswerter Rundgang durch Kasematten und Ganganlagen
- Trutnov/Trautenau, Festung Stachelberg bei Trutnov, Teil des Tschechoslowakischen Walles, teilweise Museum
- Týn nad Bečvou, Festung Burg Helfenstein nahe Týn nad Bečvou, in Gotik zur Festung ausgebaute Burg, Ruine
- Veliš u Jičína/Welisch, Ruinen der Burg Veliš (Burg Welisch) auf gleichnamigem Berg, rondellierte Burg
- verschiedene Orte, Tschechoslowakischer Wall:
  - Chomutov/Komotau, Bunkermuseum nördlich von Komotau
  - Dobrošov, Festung Dobrošov
  - Trutnov/Trautenau, Festung Stachelberg
  - Žacléř/Schatzlar, Bunkermuseum nahe Žacléř
- Žacléř/Schatzlar, Bunkermuseum nahe Žacléř
- Žatec/Saaz, Festungsstadt, Teile der Stadtmauer, eine Rundbastion und mehrere Tortürme erhalten

### Ukraine
- Chotyn
- Dnipropetrowsk, Festung Kodak eine ehemalige polnische Festung in der Nähe von Dnipropetrowsk
- Kropywnyzkyj, Festung der Heiligen Elisabeth
- Hadjatsch, ehem. Festung Hadjatsch
- Kamjanez-Podilskyj, polnische Festung aus dem 17. Jhd.
- Kertsch, „Neue Festung“ Jenikale bei Kertsch auf der Halbinsel Krim
- Lwiw/Lemberg, ehem. Festungsstadt, Reste der Stadtbefestigung erhalten
- Mukatschewo, Festung Mukatschewe (ungarisch Munkács, deutsch Munkatsch) in Transkarpatien
- Burg Pidhirzi, bastioniertes Schloss
- Poltawa, ehem. Festung Poltawa
- Sewastopol, Festung Sewastopol, System von Feldschanzen und Batteriestellungen
- Sewastopol, u. a. mit Fort Malakoff, siehe auch Krim-Krieg
- Sewastopol, Panzerturmbatterien BB30 (ББ-30) und BB35 (ББ-35) in Sewastopol
- Wepryk, ehem. Festung Weprik

### Ungarn
- Balatonszentgyörgy, „Sternfort“ Balatonszentgyörgy
- Budapest, ehem. Festungsstädte Buda (dt.: Ofen) und Pest (Stadt)
- Budapest, Zitadelle (Budapest)
- Diósgyőr, Burg Diósgyőr
- Eger (deutsch: Erlau), Burg Eger/Erlau, bastionierte Burg
- Esztergom, ehem. Festungsstadt
- Esztergom, Burg Esztergom, mit Bastionen und Rodellen und der Sankt-Adalbert-Kathedrale (Esztergom)
- Győr/Raab, ehem. Festungsstadt
- Komárom, Festung Komárom („Csillag erőd“) in Komárom
- Nagykanizsa/Canischa, ehem. Festungsstadt
- Sárospatak, Burg Rákóczi in Sárospatak
- Sárvár, Schloss Nádasdy in Sárvár
- Siklós, Burg Siklós mit Rondellen und Barbakane
- Székesfehérvár/Stuhlweißenburg, ehem. türkische Festungsstadt
- Szigetvár, ehem. Festungsstadt, siehe Belagerung von Szigetvár
- Szigetvár, bastionierte Burg Szigetvár, Ruine
- Tata, Festung Tata

### Vatikanstadt | Vatikan
- Vatikanstadt

### Vereinigtes Königreich

#### Britische Inseln
- Alderney, Kanalinsel, mehrere Anlagen der Palmerston Forts, u. a. Fort Clonque
- Bamburgh, Bamburgh Castle
- Bristolkanal, verschiedene Orte am Bristolkanal, mehrere Palmerston Forts
- Brownsea Island, Insel, ehem. Festung Brownsea Castle (Blockhaus mit Geschützplattform)
- Calshot Spit, Insel, Dorf Calshot in Grafschaft Hampshire, Calshot Castle, Zirkularfestung/Geschützturm
- Chatham, Anlagen der Palmerston Forts bei Chatham
- Clyde (Fluss), Anlagen der Palmerston Forts am Fluss Clyde
- Deal, Deal Castle, rondellierte Burg bzw. Rondell-Festung (seltene Bauweise) in der Stadt Deal
- Deal, Sandown Castle (Kent), ehem. rondellierte Burg bzw. Rondell-Festung (seltene Bauweise), nur Ruinenreste, an der A258 nördlich von Deal
- Deal, Walmer Castle, rondellierte Burg bzw. Rondell-Festung (seltene Bauweise), südlich von Deal
- Dover, Dover Castle (Festung/rondellierte bzw. bastionierte Burg)
- Dover, Anlagen der Palmerston Forts bei Dover
- Dumbarton, Festung Dumbarton Castle in Schottland
- Edinburgh, Edinburgh Castle
- Flat Holm, Insel, Anlagen der Palmerston Forts: Flat Holm Battery
- Fort Augustus, Fort Augustus
- Guernsey, Kanalinsel: Cornet Rock, Insel, Inselfestung Castle Cornet auf Insel Cornet Rock
- Hurst Spit in Hampshire, Hurst Castle
- Isle of Wight, Insel, Anlagen der Palmerston Forts auf der Isle of Wight, u. a. Fort Albert
- Inverness, Fort George nordöstlich von Inverness auf einer Landzunge am Moray Firth, bedeutende Anlage des 18. Jh.
- Insel Irland, Nordirland, Belfast, Anlagen der Palmerston Forts bei Belfast
- Lindisfarne, Insel, Lindisfarne Castle (ehem. Fort)
- London, Tower von London
- Milford Haven, Anlagen der Palmerston Forts bei Milford Haven
- Newhaven, Newhaven Fort mit Küstenbatterie in Newhaven
- DerryLondonderry, ehem. Fort Derry
- Plymouth, ehem. Festungsstadt mit Fortgürtel:
  - Plymouth, Fortgürtel um Plymouth
  - Plymouth, Zitadelle von Plymouth
  - Plymouth, Drake’s Island, Befestigungen auf Insel Drake’s Island
  - Plymouth, Anlagen der Palmerston Forts bei Plymouth
- Portland, Isle of Portland, Insel, Portland Harbour, Portland Castle (Festung)
- Portland, Isle of Portland, Insel, Portland Harbour, Anlagen der Palmerston Forts am Hafen
- Portland, Isle of Portland, Insel, nahe Verne Hill, Verne High Angle Battery
- Portland, Isle of Portland, Insel, Verne Hill, Zitadelle Verne auf dem Verne Hill
- Portsmouth, Festungsanlagen Portsmouth mit:
  - Portsmouth, Horse Sand Fort
  - Portsmouth, No Man’s Land Fort
  - Portsmouth, Spitbank Fort
  - Portsmouth, Spithead-Seeforts
  - Portsmouth, OT Southsea Castle, Southsea Castle im Süden von Portsmouth, bastionierte Burg
  - Portsmouth, Anlagen der Palmerston Forts bei Portsmouth
- Steep Holm, Insel im Bristolkanal, eines von mehreren Palmerston Forts mit "Split Rock Battery", "Summit Battery", "Laboratory Battery", "Garden Battery" und "Tombstone Battery", "Garden Battery", auf Insel Steep Holm
- Steep Holm, Insel, nahe Insel Steep Holm die Brean Down Fort Battery
- St Mary’s, Insel, mehrere Küstenbatterien und Pillboxen, "Newman battery", Batterie am "Morning Point", Batterie in Hugh Town
- St Michael’s Mount, Insel, Insel-Befestigungsanlagen, u. a. "West Gun Battery" und Bunker/Pillboxen
- Tenby, Anlagen der Palmerston Forts bei Tenby
- Tresco, Insel, Geschützturm Cromwell’s Castle,
  - Tresco, Insel, New Grimsby, Hügel Castle Down im Norden der Insel, Artillerie-Festung King Charles’s Castle
  - Tresco, Insel, Hafenanlage von Old Grimsby, Geschützturm Old Blockhouse (auch: "Dover Fort"), Ruine
  - Tresco, Insel, Geschützturm Oliver’s Battery im Süden der Insel
- verschiedene Orte, viele Küstenforts des 16. Jh. in England und Wales
- verschiedene Orte, Maunsell Sea Forts vor der Mündung von Themse und Mersey, siehe auch Sealand
- verschiedene Orte, etliche Martello-Türme an der Küste der britischen Inseln, Geschütztürme zur Küstenverteidigung, u. a.:
  - verschiedene Orte, ca. 30 Türme auf Guernsey und Jersey
  - Clacton-on-Sea, Turm in Clacton-on-Sea
  - Grève de Lecq, Turm in der Bucht von Grève de Lecq
  - Hoy (Orkney), Insel, Crockness, Turm bei Crockness in der Bucht von Longhope
  - Hoy (Orkney), Insel, Hackness, Turm bei Hackness in der Bucht von Longhope
  - Leith, Turm „Tally Too’er“ in Leith, auf einer Felseninsel (heute über eine Mole zugängig)
- verschiedene Orte, Anlagen der Palmerston Forts:
  - in East Anglia
  - in North East England
  - an der nördlichen Themse
  - an der Südküste Englands

- Weymouth, Sandsfoot Castle, Festungsruine

#### Gibraltar
- Gibraltar, Charles V Wall
- Gibraltar, Devil’s Gap Battery
- Gibraltar, Haynes Cave Battery
- Gibraltar, Stadt Gibraltar, Moorish Castle (Maurische Burg), Ruine, ehem. zur Zitadelle ausgebaute mittelalterliche Burg oberhalb der alten Mole (Nodmole), siehe Einnahme von Gibraltar und Belagerung von Gibraltar (1779–1783) (Abbildungen)
- Gibraltar, Napier of Magdala Battery
- Gibraltar, Parson’s Lodge Battery
- Gibraltar, Princess Anne’s Battery
- Gibraltar, Stadt Gibraltar, ehem. Fort oberhalb der neuen Mole (Südmole), siehe Einnahme von Gibraltar
- Gibraltar, Prinz-von-Hessen-Halbbastion
- Gibraltar, King’s Lines Battery
- Gibraltar, Bombproof Battery
- Gibraltar, Grand Battery (Große Batterie)
- Gibraltar, Geschützstellungen in den Tunnelgalerien, heute zu besichtigen

siehe auch:
- Belagerung von Gibraltar (1779–1783)
- Liste von Belagerungen

### Belarus
- Brest, Festung Brest-Litowsk in Brest
- Hrodna/Grodno, ehem. Festungsstadt mit "Altem Schloss Grodno", siehe: Blockade von Grodno
- Mir, Schloss Mir
- Njaswisch, Schloss Njaswisch, bastioniertes Schloss
- Ljachawitschy/ehem. Lachowicze, ehem. Festung Schloss Ljachawitschy (auch: "Litauischer Jasna Góra"), bastioniertes Schloss, geschleift 1706

### Sonstige
- verschiedene Orte und Länder, Atlantikwall in verschiedenen Ländern an der Atlantikküste, am Ärmelkanal und auf den Kanalinseln

## Staaten die auf mehreren Kontinenten liegen

### Russland (asiatischer und europäischer Teil)
Archangelsk:
- Solowezki-Inseln, Klosterfestung Solowezki-Kloster auf den Solowezki-Inseln

Astrachan:
- Astrachan, Inselfestung Astrachaner Kreml, Zitadelle von Astrachan

Dagestan, Republik Dagestan:
- Derbent, Festung und Zitadelle von Derbent am kaspischen Meer

Jaroslawl:
- Jaroslawl, ehem. hölzerner Kreml in Jaroslawl, geschleift/abgebrannt
- Jaroslawl, Klosterfestung Erlöser-Verklärungs-Kloster in Jaroslawl, oft fälschlich als „Kreml Jaroslawl“ bezeichnet
- Jaroslawl, Tolga bei Jaroslawl, Klosterfestung Kloster zu Mariä Tempelgang von Tolga in Tolga
- Pereslawl-Salesski, ehem. hölzerner Kreml in Pereslawl-Salesski, geschleift/abgebrannt, Erdwall und die Verklärungskathedrale aus den 1150er-Jahren sind vom Kreml erhalten
- Rostow am Nerosee (auch: „Rostow Jaroslawski“ oder „Weliki Rostow“), zitadellenartiger Rostower Kreml in Rostow
- Uglitsch, ehem. hölzerner Kreml in Uglitsch, geschleift/abgebrannt

Kaliningrad (Königsberg):
- Kaliningrad/Königsberg, ehem. stärkste preußische Festungsstadt Königsberg:
  - Anlagen in der Stadt Königsberg:
    - Kaliningrad/Königsberg, ehem. Renaissance-Zitadelle Friedrichsburg (späteres Fort Friedrichsburg) mitten in Königsberg
    - Kaliningrad/Königsberg, innerer Festungsring ab 17. Jh. mit Zitadelle, 32 Rondellen und Ravelins, etlichen Türmen und Tortürmen, u. a.:
    - Kaliningrad/Königsberg, Defensionskaserne Kronprinz
    - Kaliningrad/Königsberg, Bastion Grolman
    - Kaliningrad/Königsberg, Bastion Sternwarte

  - Fortring des 19. Jh. in weitem Radius um die Stadt Königsberg:
    - Baltijsk/Pillau, Seefestung Pillau (auch: „Fort Stiehle“) mit 2 (3?) Außenwerken, als vorgeschobener Teil der Festung Königsberg an der Ostsee in Baltijsk
    - Kaliningrad/Königsberg, Königsberger Fortgürtel, weitgehend als Ruinen erhalten geblieben
- Kutusowo/Schirwindt, ehem. deutsche Befestigungsanlage in Schirwindt in Ostpreußen, vermutlich ein Fort, aktueller Zustand unklar, russischer Truppenübungsplatz
- Sowetsk/Tilsit, Ordensburg Tilsit, ehem. bastionierte Burg

Kaluga:
- Kaluga, ehem. hölzerner Kreml in Kaluga, geschleift/abgebrannt

Kostroma:
- Kostroma, ehem. hölzerner Kreml in Kostroma, geschleift/abgebrannt, alle Erdwälle u. a. am „Ostrowski-Pavillon“ (Aussichtspunkt) erhalten geblieben
- Kostroma, Klosterfestung Ipatios-Kloster an Mündung des Flusses Kostroma in die Wolga, bei Stadt Kostroma

Leningrad (Sankt Petersburg):
- Iwangorod, Festung Iwangorod
- Kingissepp, ehem. kremlartige Festung Jaaman linna (Jamburg), geschleift
- Koporje, Festung Burg Koporje, Ruine
- Insel Kotlin, Kronstadt, ehem. Festungsstadt Kronstadt auf Insel Kotlin mit Außenforts/Inselforts und Küstenbatterien:
  - Kronstadt, etliche Batteriestellungen und Fort Shanetz
  - die Nordforts Kronstadts:
    - Kronstadt, Inselfort Fort Risbank (Paul I), Ruine
    - Kronstadt, Nordforts (1 bis 7) vor und hinter dem Deich
    - Sestrorezk bei Kronstadt, Inselfort Totleben (auch: Fort-A oder Fort „Perwomaiski“/Erster Mai) vor Sestrorezk bei Kronstadt
    - Kronstadt, Inselfort Fort Obruchev, Ruine
    - Kotlin, Insel, Fort Schanze und Fort Riff am NW-Ende und mitten auf der NW-Landzunge der Insel Kotlin

  - die Südforts Kronstadts:
    - Kronstadt, Fort 1, Fort 2 („Dzichkanets“), Fort 3 („Miljutin“), Menshikov’s Battery
    - Kronstadt, Seefort Fort Peter I., Ruine auf Sandbank
    - Kronstadt, Inseln vor dem Kronstädter Hafen, ehem. Inselfestung und Batterie Kronschlot/auch: „Kronslot“, Ruinen auf zwei Inseln vor dem Kronstädter Hafen
    - Kronstadt, Seefort Fort Alexander I. (auch „Plague Fort“ genannt), Ruine auf Sandbank südwestlich Kronstadts
    - Kronstadt, ehem. Küstenfort Fort Konstantin südwestlich Kronstadts
- Nowaja Ladoga/Neu Ladoga, Klosterfestung Nowaja Ladoga, nur Reste erhalten
- Pawlowsk, ehem. Festungsanlage des Schlosses Bip in Pawlowsk, Ruine
- Priosersk/Kexholm, Alte Festung auf der Insel Detinez (Korela) bei Priosersk
- Priosersk/Kexholm, Insel Spasski, Neue Festung (Reste) auf der Insel Spasski bei Priosersk
- Sankt Petersburg, Haseninsel, Peter-und-Paul-Festung auf der Haseninsel, mit Außen-Fort in Sankt Petersburg
- Sankt Petersburg, Ortsteil Malaja Ochta, ehem. schwedische Festung Nyenschanz (nur Grundmauern erhalten) an der unteren Newa an der Mündung des Nebenflusses Ochta im heutigen Malaja Ochta
- Schlüsselburg/Nöteborg, Inselfestung Schlüsselburg (auch: Nöteborg) im Ladogasee
- Staraja Ladoga/Alt-Ladoga, Festung Alt-Ladoga in Staraja Ladoga
- verschiedene Orte, ehem. finnische Mannerheim-Linie gegen Russland, heute in Russland gelegen
- verschiedene Orte, Seefestung Imperator Peter der Große mit:
  - Lomonossow/Oranienbaum, Fort Krasnaja Gorka (Roter Hügel), mit Museum, bei Lomonossow
  - Sankt Petersburg, Ortsteil Selenogorsk, Fort Ino (Ruinen), westlich von Selenogorsk beim Dorf Privetnenskoe
- Wyborg, ehem. Festungsstadt (deutsch Wiborg) mit Burg Wiborg

Moskau:
- Istra, Klosterfestung Kloster Neu-Jerusalem in Istra
- Kolomna, Kreml von Kolomna, Zitadelle von Kolomna
- Moskau, Klosterfestung Andronnikow-Kloster in Moskau
- Moskau, Klosterfestung Danilow-Kloster in Moskau
- Moskau, Klosterfestung Donskoi-Kloster in Moskau
- Moskau, Moskauer Kreml, ehem. Zitadelle Moskaus
- Moskau, Klosterfestung Nowodewitschi-Kloster in Moskau
- Moskau, Klosterfestung Nowospasski-Kloster in Moskau
- Moskau, Klosterfestung Simonow-Kloster in Moskau
- Moschaisk, ehem. Kreml in Moschaisk, geschleift
- Rusa, ehem. hölzerner Kreml in Rusa, geschleift/abgebrannt
- Saraisk, Saraisker Kreml, Zitadelle von Sarais
- Sergijew Possad (1930 bis 1991: Stadt Sagorsk), Klosterfestung Dreifaltigkeitskloster in Sergijew Possad
- Serpuchow, Klosterfestung Wyssozki-Kloster nahe Serpuchow
- Serpuchow, ehem. Kreml in Serpuchow, geschleift, nur zwei kleine Mauerstücke erhalten
- Wolokolamsk, ehem. hölzerner Kreml in Wolokolamsk, geschleift/abgebrannt

Nischni Nowgorod:
- Nischni Nowgorod, ehem. Festungsstadt
- Nischni Nowgorod, Nischni Nowgoroder Kreml, Zitadelle von Nischni Nowgorod

Nowgorod:
- Waldai, Klosterfestung Iwerski-Kloster nahe Stadt Waldai
- Weliki Nowgorod (ehem.: Nowgorod), Nowgoroder Kreml (auch „Detinez“ genannt), Zitadelle der Stadt Weliki Nowgorod

Orjol:
- Orjol, ehem. hölzerner Kreml in Orjol, geschleift/abgebrannt

Region Primorje:
- Wladiwostok, Festungsanlagen Wladiwostok

Pskow:
- Isborsk, Burg Isborsk mit Geschütztürmen
- Petschory/Petschur, Klosterfestung Petschory
- Porchow, Festung Porchow, Ruine mit Heimatmuseum
- Pskow/Pleskau, Kreml „Krom“, Zitadelle von Pskow

Rjasan:
- Rjasan, Stadtteil Borissow-Glebow, Alte Zitadelle um Borissow-Glebow
- Rjasan, Kreml von Rjasan

Sibirien, Föderationskreis Sibirien:
- Mangaseja, ehem. hölzerner Kreml in Mangaseja, nichts oberirdisch erhalten, belegt durch Ausgrabungen

Oblast Smolensk:
- Smolensk, Smolensker Kreml (Reste erhalten), Zitadelle von Smolensk

Tatarstan, Republik Tatarstan:
- Kasan, Kreml von Kasan, in der Republik Tatarstan

Tjumen:
- Tobolsk, Tobolsker Kreml, Zitadelle von Tobolsk in Sibirien

Tula:
- Tula, Tulaer Kreml, Zitadelle von Tula

Twer:
- Twer, ehem. Kreml in Twer, geschleift

Wladimir:
- Alexandrow, ehem. hölzerner Kreml in Alexandrow, geschleift/abgebrannt
- Jurjew-Polski, ehem. hölzerner Kreml in Jurjew-Polski, geschleift/abgebrannt, Reste vorhanden, Wälle und Gebäude
- Susdal, Klosterfestung Erlöser-Euthymios-Kloster in Susdal
- Susdal, ehem. hölzerner Kreml von Susdal, geschleift/abgebrannt, Wälle sowie etliche Gebäude im Areal erhalten
- Wladimir, ehem. Kreml in Wladimir, geschleift/abgebrannt, erhalten ist das Goldene Tor und Teile der Erdwälle

Wologda:
- Kirillow, ehem. Klosterfestung Kloster Ferapontow, nur teilweise erhalten, 20 km nordöstlich von Kirillow
- Kirillow, Ort Gorizy, Klosterfestung Kirillo-Beloserski-Kloster
- Wologda, befestigte Bischofsresidenz Wologda, heute oft fälschlich „Kreml Wologda“ genannt
- Wologda, ehem. Kreml in Wologda, geschleift

#### Türkei (asiatischer und europäischer Teil)
- Alanya, Alara Kalesi, zur Festung ausgebaute Burg, Ruine
- Anadolu Kavağı, Burgruine Yoros bei Anadolu Kavağı
- Anamur, Mamure Kalesi nahe Anamur, zur Festung ausgebaute Burg
- Istanbul, Anadolu Hisari bei Istanbul
- Istanbul, Burg/Festung Yedikule in Istanbul
- Istanbul, OT Sarıyer, „Rumelische Festung“ Rumeli Hisari in Istanbul-Sarıyer
- Selçuk, Zitadelle von Selçuk
- Tilbeşar, Burg/Festung Tilbeşar
- Nordzypern, Famagusta, ehem. Festungsstadt, Ruinen erhalten, siehe Belagerung von Famagusta